# Génocide arménien
Vous lisez un « bon article » labellisé en 2015.
Le génocide arménien (en arménien : Հայոց ցեղասպանություն, Hayots tseghaspanoutyoun ; en turc : Ermeni Soykırımı), ou plus précisément le génocide des Arméniens, est un génocide perpétré d'avril 1915 à juillet 1916, voire 1923, au cours duquel les deux tiers des Arméniens qui vivent alors sur le territoire actuel de la Turquie périssent du fait de déportations, famines et massacres de grande ampleur. Il est planifié et exécuté par le parti au pouvoir à l'époque, le Comité Union et Progrès (CUP), plus connu sous le nom de « Jeunes-Turcs », composé en particulier du triumvirat d'officiers Talaat Pacha, Enver Pacha et Djemal Pacha, qui dirige l'Empire ottoman alors engagé dans la Première Guerre mondiale aux côtés des Empires centraux. Il coûte la vie à environ un million deux cent mille Arméniens d'Anatolie et d'Arménie occidentale.
Les déportations et massacres sont préparés et organisés depuis Constantinople, capitale de l'Empire, et mis en œuvre à l'échelle locale par les autorités des divers districts et provinces. Chaque responsable local est chargé de rassembler ses administrés arméniens, puis les soldats et gendarmes ottomans escortent les convois jusqu'au désert dans des « marches de la mort » et procèdent eux-mêmes aux assassinats ou laissent libre cours à la violence de groupes de bandits armés, majoritairement kurdes. De nombreux criminels, regroupés dans ce qui sera connu comme l'« Organisation spéciale », ont été libérés par les autorités à cette fin.
Sa reconnaissance politique à travers le monde fait encore l'objet de controverses, à cause de la négation de ce génocide, notamment en Turquie. En septembre 2023, le génocide est reconnu par trente-trois pays.
Le génocide arménien peut être comparé sur de nombreux aspects à d'autres génocides du XXe siècle. Des liens ont été établis avec la Shoah,,, comme dans le cas du contrôle étatique des mouvements de la population à exterminer mais aussi avec le génocide rwandais par le caractère souvent très « local » de la violence exercée, et l'intervention massive de populations civiles qui deviennent des bourreaux,.

## Arméniens dans l'Empire ottoman au début duXXesiècle

### Population arménienne dans l'Empire ottoman avant 1915
La situation précédant le génocide permet en théorie de comprendre ce qui s'est passé et quelles en ont été les conséquences. Toutefois, les données démographiques sur la population arménienne vivant dans l'Empire ottoman avant le déclenchement de la Première Guerre mondiale ne concordent pas, que l'on prenne celles du patriarcat arménien de Constantinople (plus élevées) ou celles, officielles, des autorités ottomanes (plus modestes).
La plupart des estimations considèrent qu'entre un million et demi et deux millions et demi d'Arméniens vivaient dans l'Empire ottoman avant le génocide.
Le patriarcat arménien procède à plusieurs recensements durant les dernières décennies du XIXe siècle : trois millions d'Arméniens selon les statistiques apportées par la délégation arménienne au congrès de Berlin (1878), deux millions six cent soixante mille selon une nouvelle statistique datant de 1882. Finalement, les sources du patriarcat arménien donnent une population arménienne d'environ deux millions cent mille personnes à la veille de la Première Guerre mondiale,, un chiffre qui est repris par Suny dans des recherches plus récentes. Entre-temps ont eu lieu les massacres hamidiens, les massacres de Cilicie et plusieurs vagues d'émigration, ce qui explique la démographie décroissante[réf. souhaitée].
Si l'on prend les statistiques officielles ottomanes, on constate que le recensement de 1844 porte à près de deux millions le nombre d'Arméniens pour la seule Turquie d'Asie. Vingt-trois ans plus tard, soit en 1867, le gouvernement ottoman fait publier le nombre de deux millions d'Arméniens en Turquie d'Asie et quatre cent mille en Turquie d'Europe, soit un total de deux millions quatre cent mille. Puis, on constate que les Arméniens et leur poids démographique deviennent un sérieux problème lors des négociations en 1878 du traité de San Stefano et du congrès de Berlin : en effet, la possible autonomie de l'Arménie est évoquée pour la première fois. Le gouvernement ottoman présente alors des nombres réduits de près de la moitié, soit entre un million cent soixante mille et un million trois cent mille Arméniens vivant sur le territoire ottoman. Il s'agit désormais pour le gouvernement de minimiser l'importance de cette minorité qui attire par intermittence l'attention de la communauté internationale et qui revendique de plus en plus énergiquement le respect de ses droits tels que définis par les traités puis par la constitution ; désormais, les chiffres divergeront toujours grandement entre les sources arméniennes et ottomanes. Auparavant, la logique était différente : plus il y avait d'Arméniens, plus les autorités pouvaient exiger d'impôts selon le système du millet.
Le chiffre révélé par le carnet personnel de Talaat Pacha fait état d'un million six cent dix-sept mille deux cents Arméniens en 1914, un chiffre bien supérieur aux statistiques officielles ottomanes de l'époque,.

### Contexte politique

#### Émancipation des minorités ottomanes

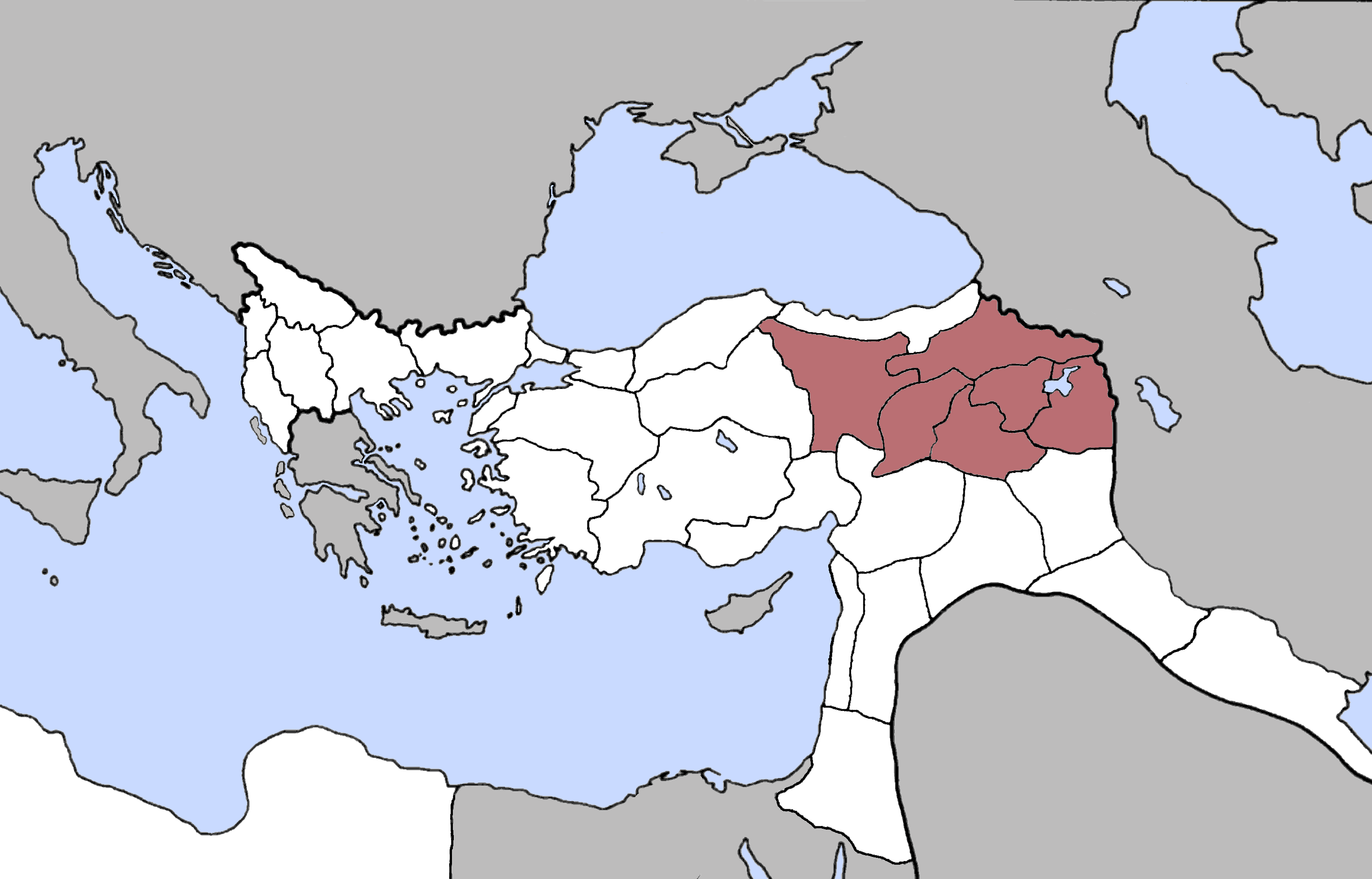
Les six vilayets arméniens de l'Empire ottoman en 1900.

Le XIXe siècle est caractérisé par un mouvement d'émancipation des minorités de l'Empire ottoman, marqué par la guerre d'indépendance grecque de 1821 à 1830, les soulèvements dans les Balkans qui conduisent à l'unification de la Roumanie en 1859 et l'indépendance de la Bulgarie et la Serbie en 1878,,. Ces mouvements conduisent aux traités de San Stefano et de Berlin en 1878 à la suite de la guerre russo-turque de 1877-1878, qui entérinent l'indépendance des Balkans ainsi que le démembrement de l'Empire ottoman dans sa partie européenne et dans lesquels « la Sublime Porte s'engage à réaliser, sans plus de retard, les améliorations et les réformes qu'exigent les besoins locaux dans les provinces habitées par les Arméniens et à garantir leur sécurité contre les Circassiens et les Kurdes »,,.
En cette fin du XIXe siècle, les Arméniens de l'Empire ottoman prennent conscience de l'inégalité de leurs droits face aux autres citoyens ottomans. À la suite de la non-mise en place des réformes promises par les traités de 1878, des groupes arméniens, la plupart du temps révolutionnaires, se forment. Ils dénoncent les méthodes du sultan, exigent l'application des réformes et veulent la liberté pour tous ainsi que l'égalité entre Arméniens et musulmans. Le parti Arménagan est créé en 1885, le parti social-démocrate Hentchak (« la cloche ») en 1886 (ou 1887), de tendance socialiste, et la Fédération révolutionnaire arménienne, ou Tachnagtsoutioun, en 1890 (de tendance relativement indépendantiste),,,,. Les adhérents de ces partis ramènent l'espoir chez les Arméniens de l'Empire ottoman (principalement paysans). À l'inverse, l'émancipation voulue par ces partis va être l'un des principaux motifs de l'Empire pour massacrer les Arméniens. Des soulèvements de faible ampleur se produisent dans des vilayets dans lesquels beaucoup d'Arméniens vivent — Zeïtoun par exemple — mais la répression ottomane est sanglante et se termine par des massacres, préludes du génocide,.

#### Situation politique turque

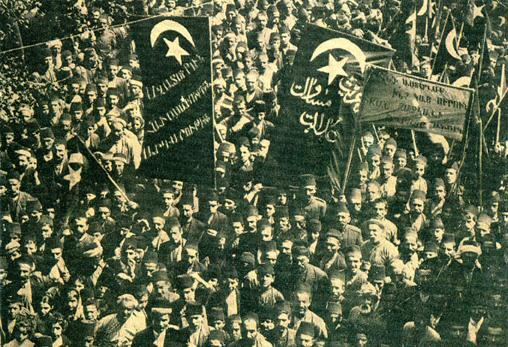
Arméniens de Constantinople célébrant la formation du gouvernement CUP, 1908.

Dès la fin du XIXe siècle, un groupe d'opposants au sultan Abdülhamid II se forme et donne naissance au Comité union et progrès (CUP), composé essentiellement de nationalistes ou de progressistes turcs, les « Jeunes-Turcs ». Le CUP reçoit le soutien de nombreux mouvements représentant les minorités de l'Empire, y compris des mouvements indépendantistes ou autonomistes arméniens comme le Dashnak. Cependant, cette alliance de circonstance trouve sa limite dans une question cruciale, celle de la création d'un État arménien autonome ou indépendant. Les Jeunes-Turcs parviennent à renverser le sultan en 1908 avec l'aide des mouvements minoritaires, et dirigent alors l'Empire ottoman. Les minorités font leur entrée au parlement, les communautés fraternisent. Aux marches de l'Empire, elles réclament bientôt leur indépendance ou leur autonomie, en fonction des cas et des partis, et obtiennent le soutien des démocraties occidentales.
Inspiré par le positivisme et le darwinisme social, le CUP développe peu à peu une idéologie nationaliste turquiste qui gagne l'élite ottomane, poussée par une aile radicale en panturquisme, ressuscitant même le mythe du pantouranisme. Les Jeunes-Turcs imposent une assimilation forcée aux différents peuples qui composent ce qui reste de l'Empire et on passe progressivement d'un système impérial, multi-national, multi-ethnique, pluriculturel à un système d'État-nation. Victimes de ce nationalisme et du panturquisme, les Arméniens, qui sont une composante démographique importante de l'Empire, deviennent les ennemis de l'intérieur et sont un obstacle majeur à l'unification ethnique des Turcs en Anatolie et à leur expansion dans les pays de langue turque d'Asie centrale, une aire géographique décrite par l'historien Yves Ternon comme un « espace vital » du panturquisme,,. Dans ce contexte, les dirigeants du mouvement Jeunes-Turcs passent progressivement d'un bord politique légaliste et intellectuel à un bord nationaliste, sectaire et violent. En 1909, les massacres de Cilicie, dans lesquels sont impliqués des Jeunes-Turcs, vont semer encore plus le doute au sujet des intentions des Jeunes-Turcs envers les Arméniens.
Le CUP accepte le projet de réformes en Arménie ottomane, au moins officiellement, demandé par les partis politiques arméniens et les puissances étrangères, mais l'annule quelques mois après, à la fin de l'année 1914,,. Rapidement après, puisqu'il ne veut pas mettre en œuvre les réformes promises, il organise une réunion secrète où se retrouvent les dirigeants du parti et où il aurait été décidé d'« exterminer les Arméniens ».

### Violences antérieures au génocide

#### Massacres hamidiens, 1894-1896

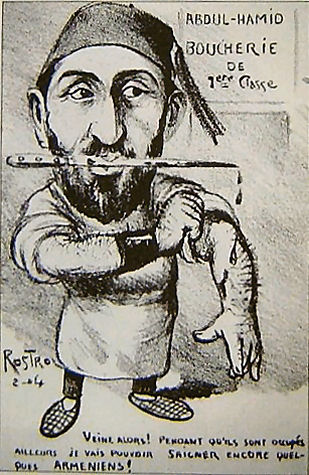
Caricature du Sultan Abdülhamid II.

Les massacres hamidiens, de 1894 à 1896, constituent le prélude au génocide, la première série d'actes criminels de grande ampleur perpétrés contre les Arméniens de l'Empire ottoman. Ils ont lieu sous le règne du sultan Abdülhamid II, connu en Europe sous le nom de « Sultan rouge » ou encore de « Grand Saigneur », qui ordonne en personne, les massacres à la suite du refus des Arméniens de Sassoun de payer la double imposition entre juillet et septembre 1894.

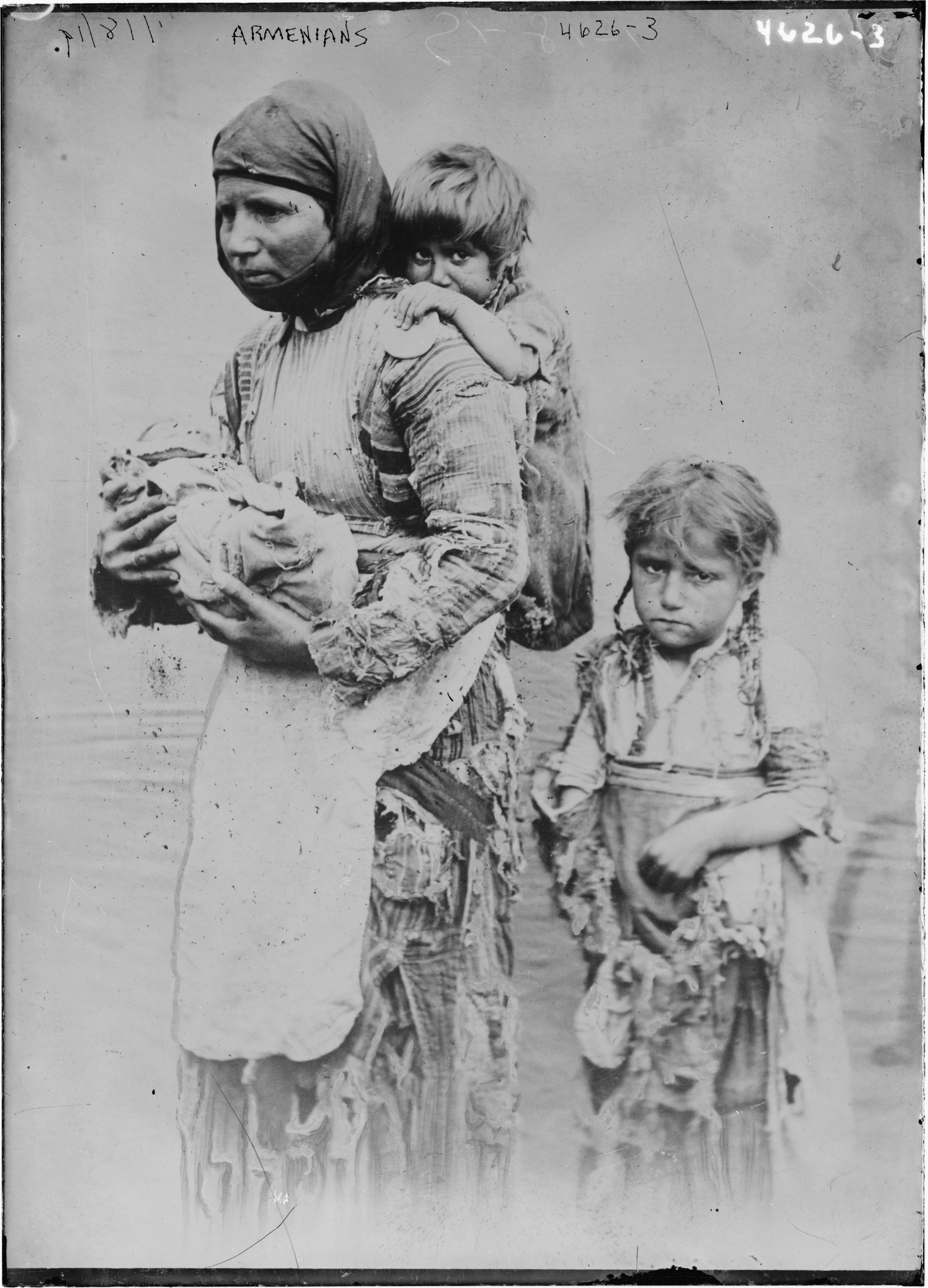
Veuve arménienne et ses enfants, après l'assassinat de son mari lors des massacres de 1894-1896, quittant leur maison dans la région de Geghi jusqu'à Kharpert (Harput), dans l'est de l'Anatolie (Turquie) pour obtenir l'aide de missionnaires (1899)

Les Kurdes, assistés par les hamidiés, régiments de cavalerie kurde, venus en renfort, assiègent puis massacrent du 18 août au 10 septembre 1894 la population arménienne de Sassoun,,, démarrant une vague de massacres à travers tout l'Empire ottoman qui durera jusqu'en 1896,.
En France, Jean Jaurès dénonce le massacre des populations arméniennes ainsi que l'indifférence du gouvernement français, qualifiée de « silence honteux » par Anatole France, dans un discours à la Chambre des députés le 3 novembre 1896. Le Royaume-Uni, menant une politique plus active, fait pression sur le gouvernement ottoman pour obtenir l'application de l'article 61 du traité de Berlin, et en octobre 1895, le premier ministre, Lord Salisbury, est favorable à une intervention militaire contre l'Empire ottoman, malgré l'opposition de l'amirauté qui craint de lourdes pertes pour la marine anglaise. La Russie, en réponse aux préparatifs militaires anglais, prépare un corps de débarquement en Crimée et arme sa flotte de la mer Noire, ce qui fait cesser les massacres en Arménie à la fin octobre 1896.
Le bilan de ce massacre est estimé à environ 200 000 morts, 100 000 réfugiés, 50 000 orphelins, 40 000 convertis de force, 2 500 villages dévastés et 568 églises détruites ou transformées en mosquées. L'ampleur des massacres est telle qu'il faut remonter aux massacres contre les Alévis au début du XVIe siècle pour trouver un précédent dans l'histoire ottomane,,.

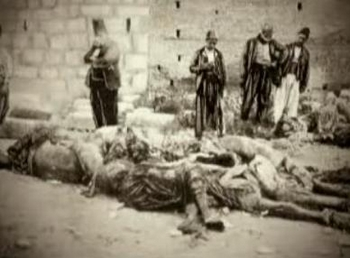
Corps d'Arméniens massacrés dans la ville d'Adana (avril 1909).

#### Pogroms et massacres de Cilicie (d'Adana), 1909
Autre prélude au génocide des Arméniens, les massacres de Cilicie (ou d'Adana) débutent le mercredi de Pâques du 14 avril 1909 et se prolongent jusqu'au 27 avril 1909. Ils commencent à Adana où près de trente mille miliciens organisés en cinq à dix groupes pillent puis massacrent méthodiquement les maisons et commerces du quartier arménien de Chabanieh, avant de l'incendier avec le soutien tacite des autorités locales qui libèrent et arment les détenus de droit commun afin que ceux-ci participent aux massacres. Ils s'étendent dès le lendemain aux zones rurales ciliciennes et à différentes villes : Hadjin, Sis, Zeïtoun, Alep, Dörtyol.

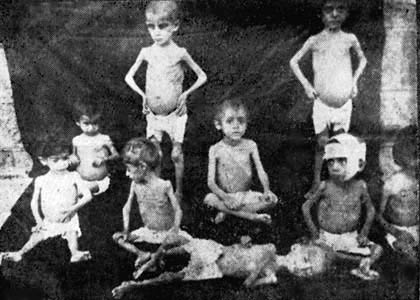
Tout jeunes enfants arméniens cadavériques (v. 1910).

Les massacres cessent le 17 avril avec l'arrivée de la marine française, puis des marines anglaise, russe, allemande, américaine et italienne. Ils reprennent le 24 avril avec l'arrivée de l'armée ottomane envoyée de Constantinople. Les troupes constitutionnelles ottomanes participent aux massacres. Stéphen Pichon, ministre des Affaires étrangères de la République française, porte l'accusation à la Chambre française, lors de la séance du 17 mai 1909 : « Il est arrivé malheureusement que des troupes qui avaient été envoyées pour prévenir et réprimer les attentats y ont, au contraire, participé. Le fait est exact. » Organisées par le mouvement des Jeunes-Turcs arrivé au pouvoir en 1908, ces tueries font près de trente mille victimes, dont vingt mille dans le seul vilayet d'Adana,. Les dégâts matériels s'élèvent à plusieurs millions de livres turques, plus de cent mille Arméniens sont sans-abris et 7 903 orphelins sont recensés.

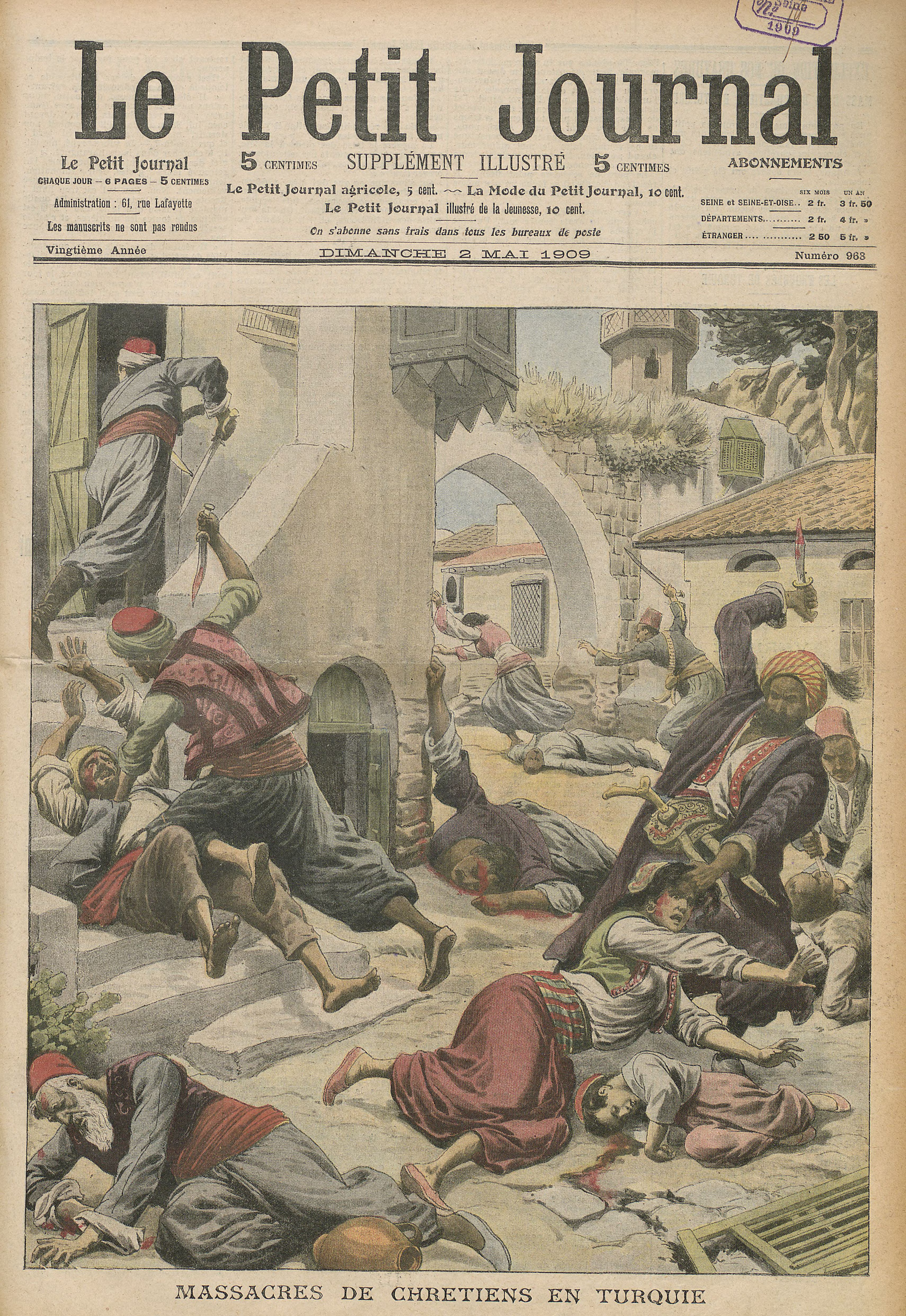
« Massacres de Chrétiens en Turquie », Le Petit Journal (2 mai 1909).
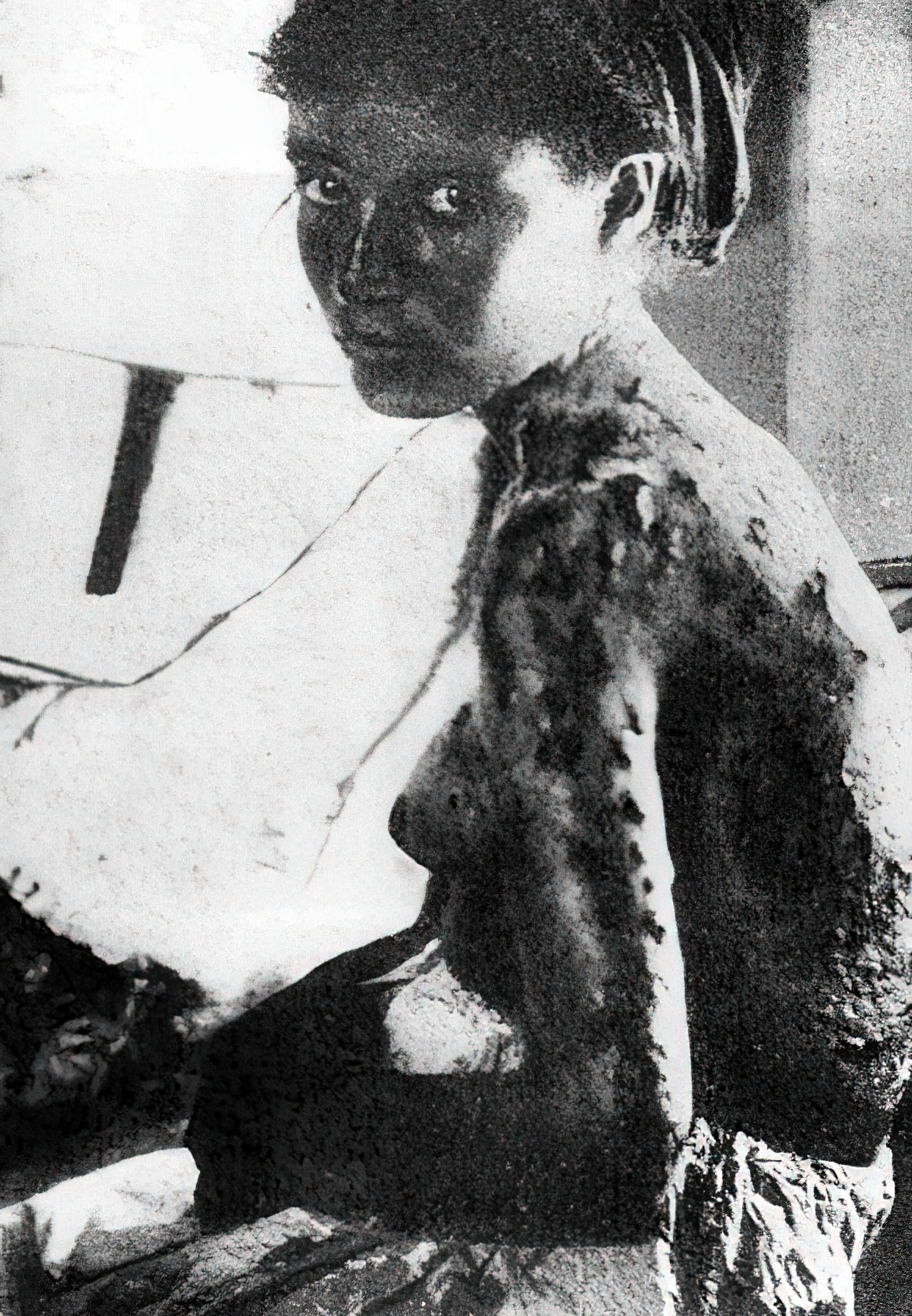
Arménienne torturée et poignardée (18 mars 1911).
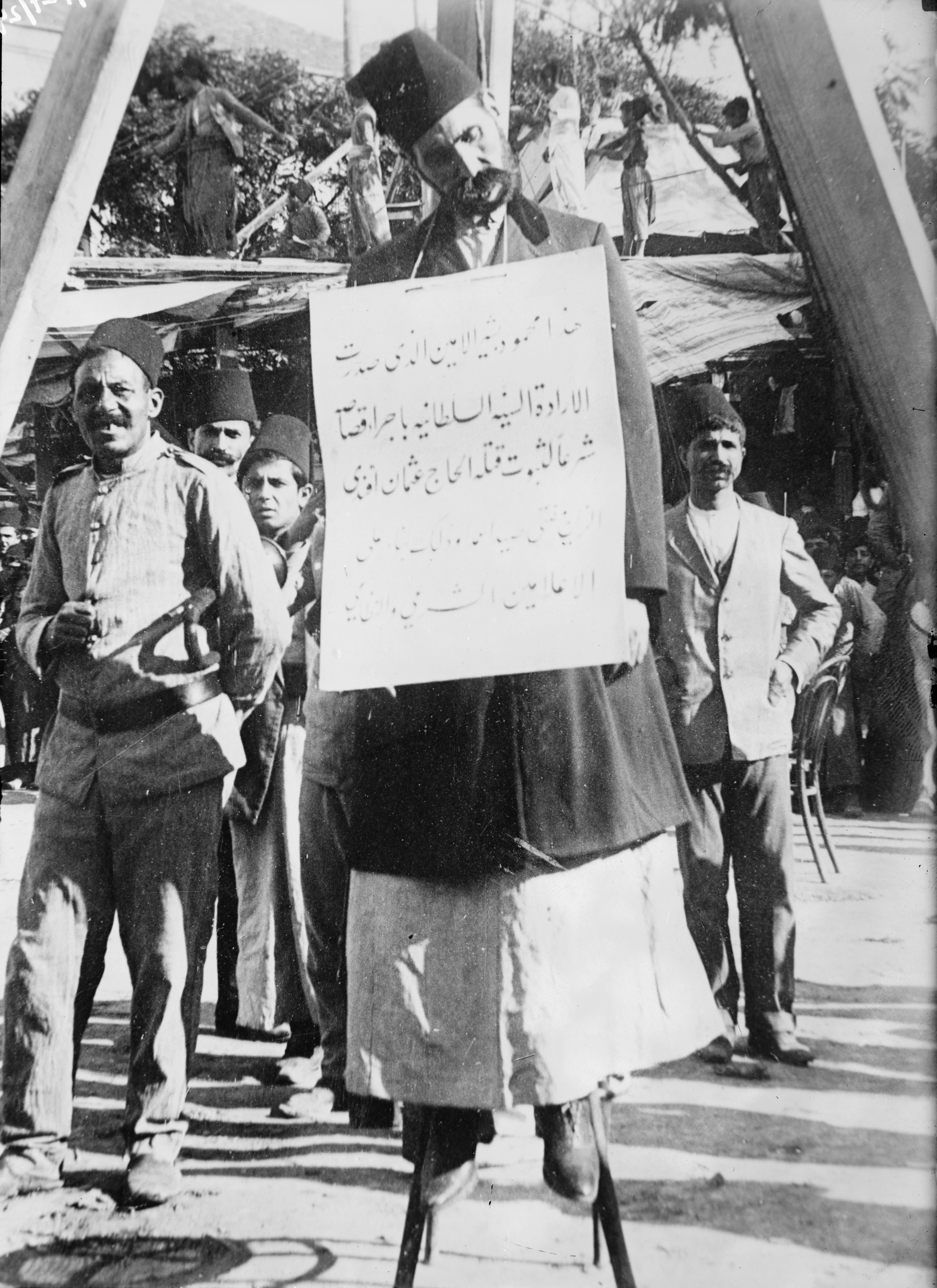
Pendaison à Adana (juin 1909).
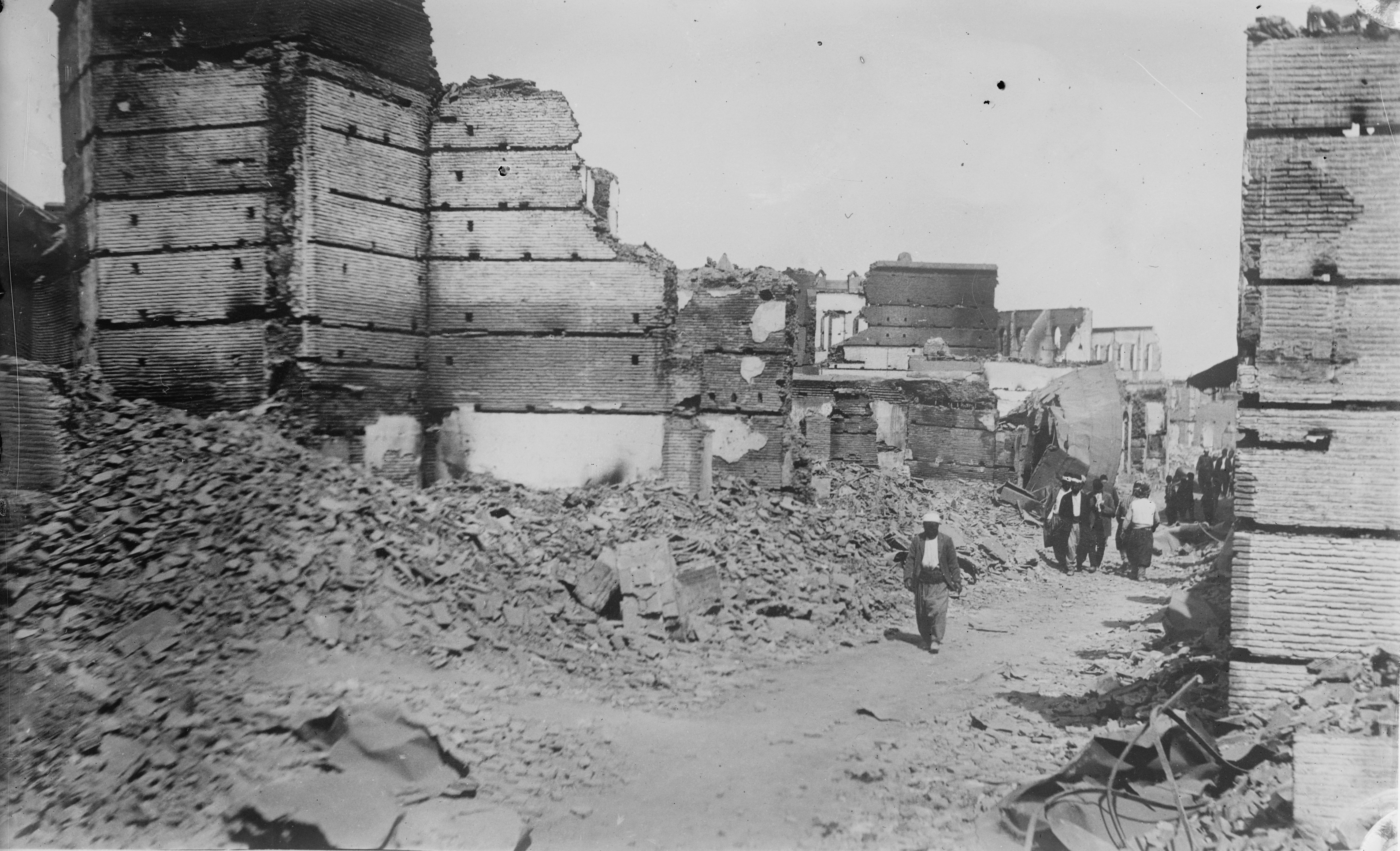
Quartier arménien d'Adana, pillé et détruit après les massacres (juin 1909).
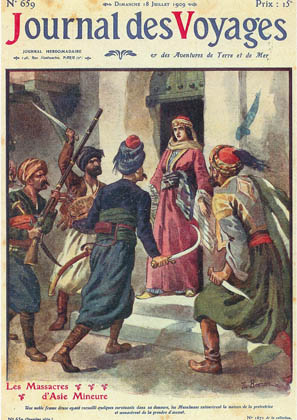
« Les massacres d'Asie mineure », Journal des voyages (18 juillet 1909).

## Contexte et déroulement

### Arméniens face à la Première Guerre mondiale

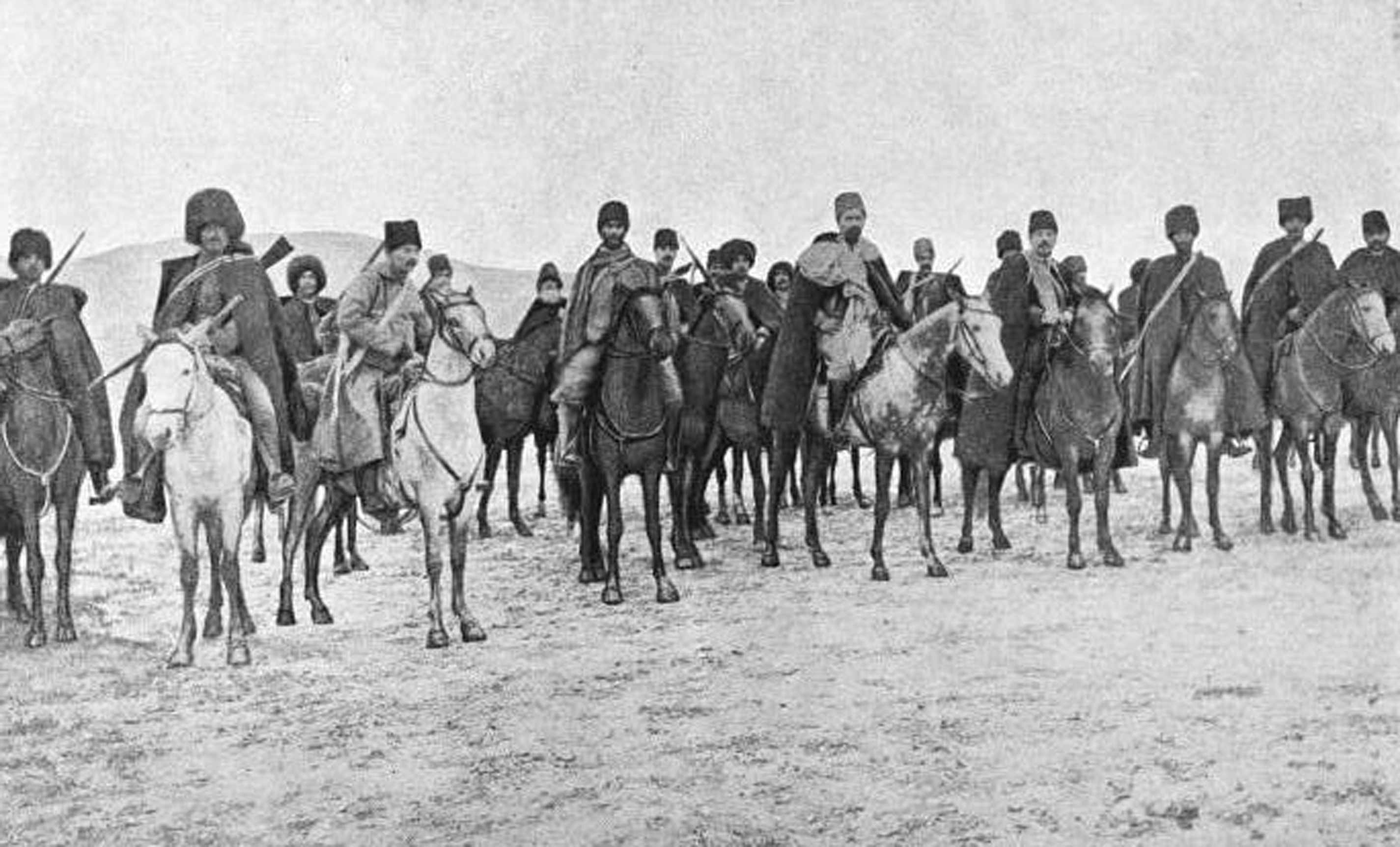
1914. Commandants des Unités de volontaires arméniens : Khetcho, Dro et Armen Garo.

Au moment où la Première Guerre mondiale est sur le point d'éclater, les Arméniens sont conscients qu'ils courent le danger d'être pris entre l'Empire russe et l'Empire ottoman. Dès l'été 1914, les dirigeants Jeunes-Turcs demandent aux notables arméniens de Van et d'Erzurum d'organiser une révolte des Arméniens contre les Russes, formulée notamment lors du huitième congrès de la Fédération révolutionnaire arménienne (ou FRA). Les notables refusent, soutenant que les Arméniens doivent combattre loyalement pour l'État dont ils font partie,. Le 1er novembre 1914, après avoir été depuis août sollicité par l'Allemagne, l'Empire ottoman entre dans la Première Guerre mondiale aux côtés des puissances centrales,,,.
La tension s'accroît dès l'automne 1914, lorsque la section transcaucasienne de la FRA participe à la formation d'unités de volontaires arméniens pour l'armée russe, en violation des conclusions de son huitième congrès,. De même, en octobre 1914, la FRA met en place un réseau de contrebande avec la Russie pour armer la population arménienne de Van, ce qui sera considéré plus tard par le dirigeant de la FRA Hovannès Katchaznouni comme une « erreur ».
Henry Morgenthau Senior relate la montée en tension progressive durant la fin de l'année 1914 : « Durant l'automne et l'hiver de 1914-1915, des signes précurseurs d'événements graves se produisirent, et, cependant les Arméniens observèrent une retenue admirable. Depuis des années, la politique turque consistait à provoquer la rébellion des Chrétiens, qui devenait alors le prétexte comme l'excuse des massacres. De nombreux indices révélèrent au clergé arménien et aux leaders politiques que les Turcs voulaient employer leurs vieilles tactiques ; aussi, exhortèrent-ils le peuple au calme, lui recommandant de supporter toutes les insultes, voire les outrages, avec patience, afin de ne pas fournir aux Musulmans l'occasion qu'ils cherchaient : Brûleraient-ils même quelques-uns de nos villages, conseillèrent-ils, ne vous vengez pas, car la destruction d'un petit nombre de nos hameaux est préférable au meurtre de la nation entière. »

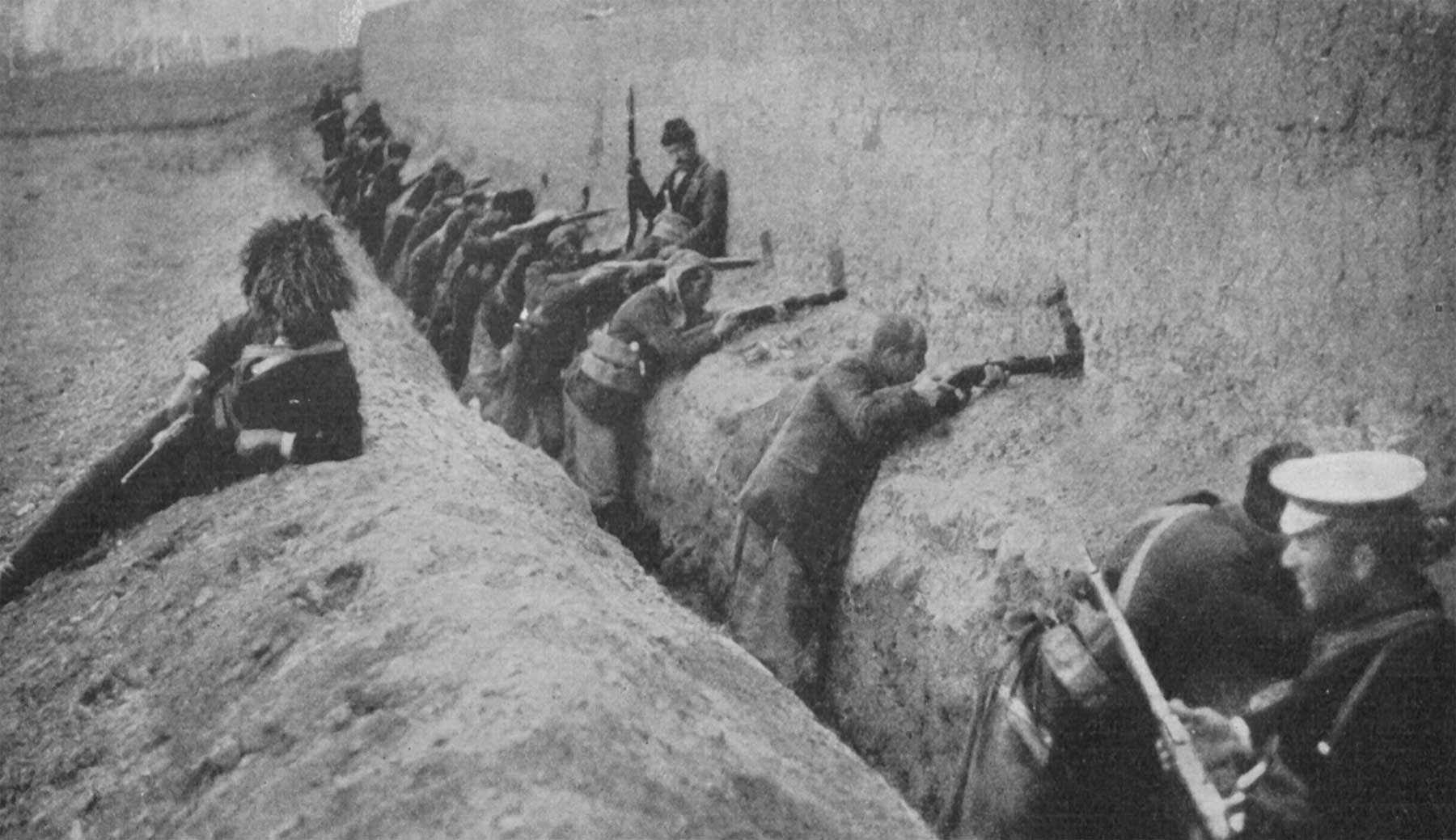
Soldats arméniens sur la ligne de défense des murs de la forteresse de Van, mai 1915.

La troisième armée ottomane, qui s'est engouffrée sans préparation logistique en Transcaucasie, est écrasée par l'armée russe en janvier 1915, à Sarikamish. Ismail Enver accuse les Arméniens de la région de pactiser avec les Russes, causant la défaite à Sarikamish, ce qui est démenti par les observateurs sur place. Le 18 avril 1915, 60 000 Arméniens sont massacrés dans la région de Van, berceau historique de l'Arménie. La justification avancée pour les massacres est qu'il s'agit d'une réaction face aux désertions d'Arméniens, et surtout face aux quelques actes localisés de résistance. Les survivants se replient dans la ville de Van et organisent leur défense, ce qui sera présenté par le gouvernement comme une révolution, version démentie par tous les rapports des témoins italiens, allemands ou américains (consuls, missionnaires, enseignants…) qui expliquent que les Arméniens ont organisé une défense de la ville pour éviter de subir un massacre,.
La destruction des populations arméniennes est opérée en deux phases : d'avril 1915 à la mi-automne 1915 dans les sept provinces — vilayets — orientales d'Anatolie — dont les quatre proches du front russe : Trébizonde, Erzurum, Van, Bitlis, trois en retrait : Sivas, Kharpout, Diyarbakır — où vivent près d'un million d'Arméniens ; puis, de la fin de 1915 jusqu'à l'automne 1916, dans d'autres provinces de l'Empire.

### Première phase du génocide (avril-automne 1915)

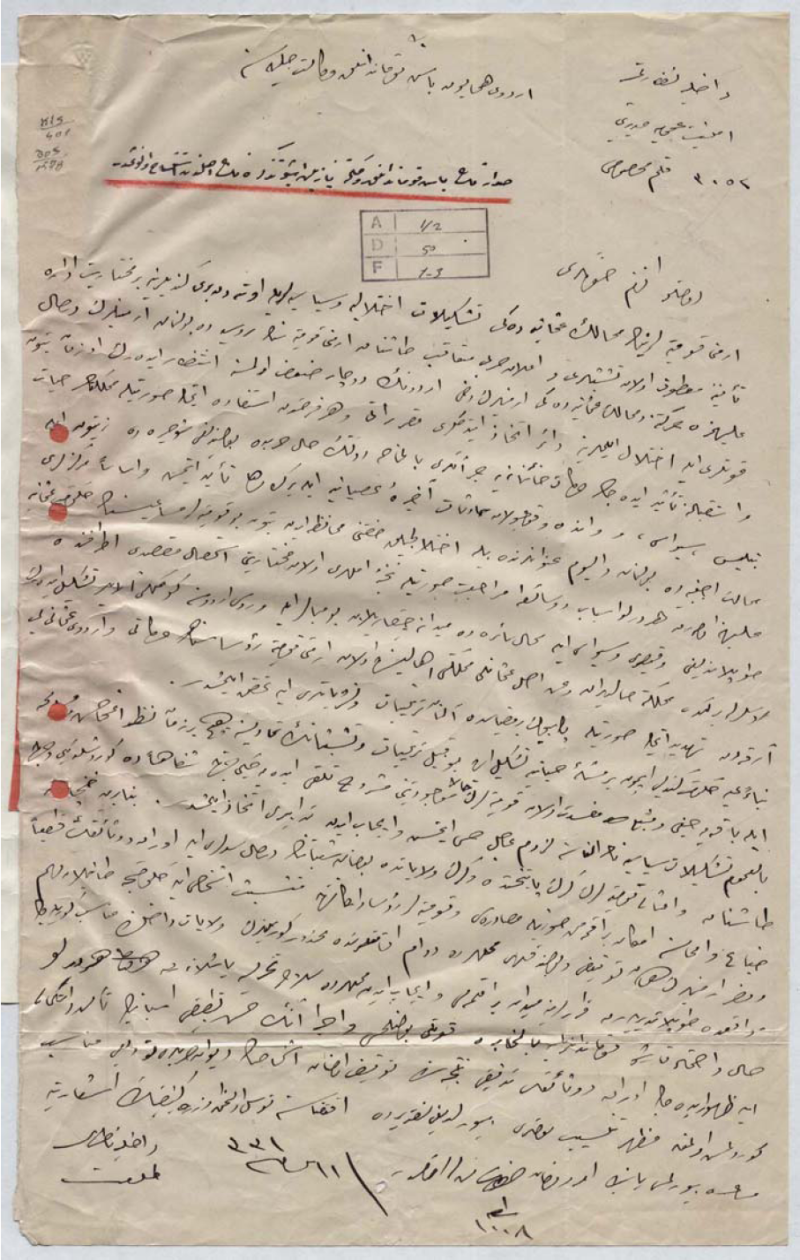
La circulaire 3052 du 24 avril 1915 signée par le ministre de l'intérieur Talaat Pacha ordonne aux autorités militaires et aux administrations de l'ensemble de l'Empire ottoman d'arrêter les élites arméniennes locales. C'est l'acte fondateur du démarrage des massacres de masse et le 24 avril 1915 est très rapidement retenu comme date du début des opérations.

En février 1915, le comité central du parti et des ministres du cabinet de guerre, Talaat Pacha et Enver en particulier, met secrètement au point un plan de destruction qui sera exécuté dans les mois suivants,. Il est présenté officiellement comme un déplacement de la population arménienne — que le gouvernement accuse de collaborer avec l'ennemi russe — loin du front. En fait, la déportation n'est que le masque qui couvre une opération d'anéantissement de tous les Arméniens de l'Empire ; l'éloignement de nombre des victimes du front, lors des différentes phases des massacres, enlève toute vraisemblance à l'accusation de collaboration avec l'ennemi.

#### Désarmement des conscrits arméniens
La première mesure, prise dès février 1915, est le désarmement des soldats et gendarmes arméniens enrôlés dans l'armée ottomane,,. Cela se produit alors qu'Ismail Enver, à l'issue d'une inspection sur le front du Caucase en février 1915, déclare : « Les soldats arméniens de l'armée ottomane ont rempli scrupuleusement tous leurs devoirs sur le champ de guerre, ce dont je puis témoigner personnellement. Je vous prie d'exprimer toute ma satisfaction et ma reconnaissance au peuple arménien dont le parfait dévouement au gouvernement impérial ottoman est bien connu. »
Ils sont relégués dans des bataillons spécialement créés et affectés aux travaux et à la voirie, puis éliminés par petits groupes, au cours de l'année 1915, par les gendarmes chargés de leur encadrement ou par les Kurdes appelés en renfort,,,.

#### Rafle du 24 avril 1915

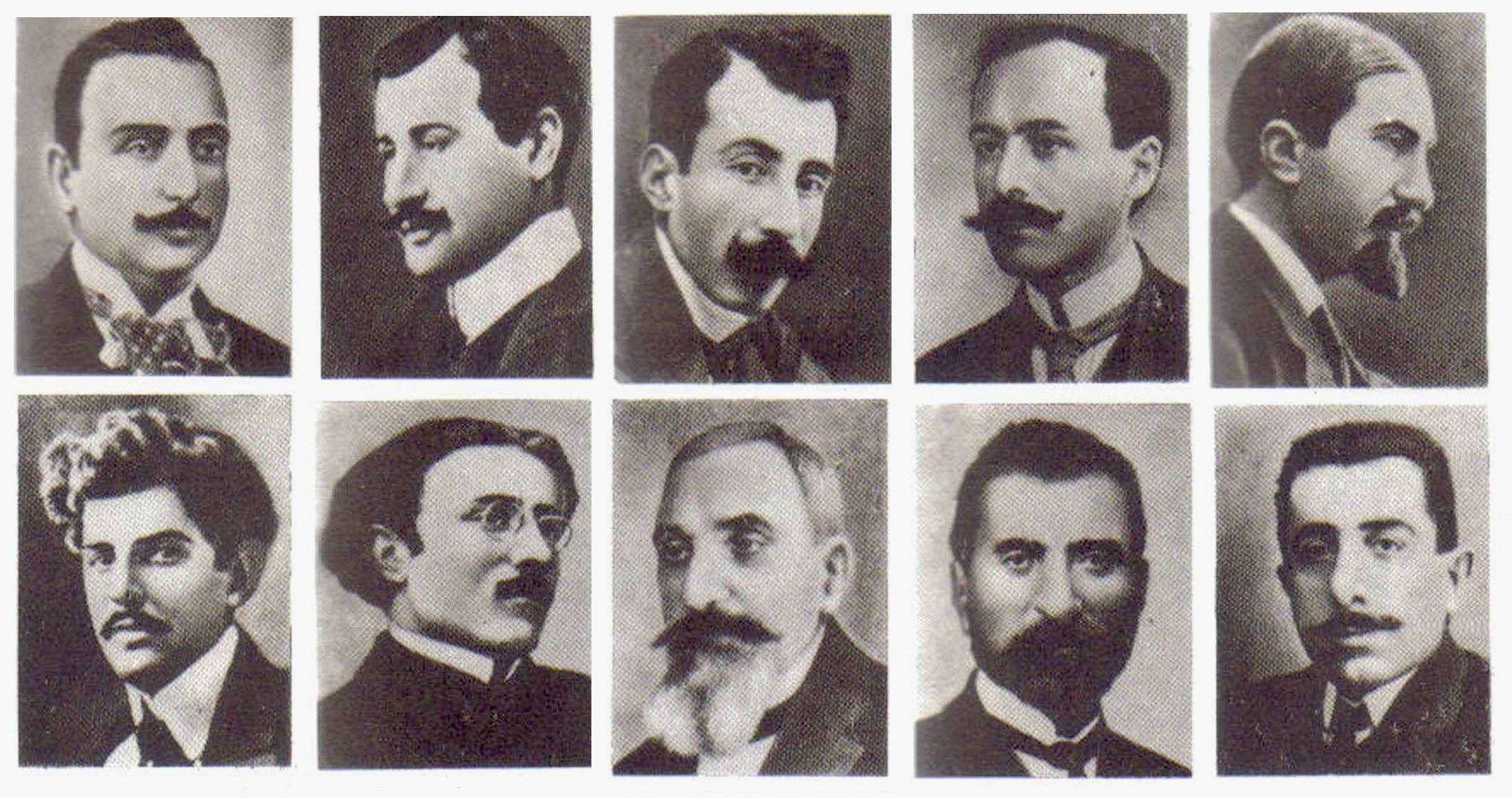
Intellectuels arméniens emprisonnés puis exécutés le 24 avril 1915.

Le 24 avril 1915, le ministre de l'intérieur Talaat Pacha du gouvernement Jeunes-Turcs donne l'ordre de l'arrestation des intellectuels arméniens. L'opération débute à 20 heures à Constantinople et est conduite par Bedri Bey, le chef de la police de Constantinople.
Dans la nuit du 24 au 25 avril 1915, 235 à 270 intellectuels arméniens sont alors arrêtés, en particulier des ecclésiastiques, des médecins, des éditeurs, des journalistes, des avocats, des enseignants, des artistes et des hommes politiques dont des députés au parlement ottoman,. Une seconde vague d'arrestation est lancée le 25 avril et conduit à l'arrestation de cinq cents à six cents Arméniens,. Au total, on estime que 2 345 notables arméniens sont arrêtés en quelques jours, avant d'être déportés puis massacrés dans leur majorité dans les mois suivants,.
Quelques semaines plus tard, le 15 juin 1915, vingt dirigeants du parti social-démocrate Hentchak sont pendus à Constantinople, accentuant encore la mise à mort des élites arméniennes,.

#### Déportation vers les camps

Carte représentant les flux de déportations, centres de contrôles, postes, camps de concentration et d'extermination ainsi que les lieux de résistance arménienne.

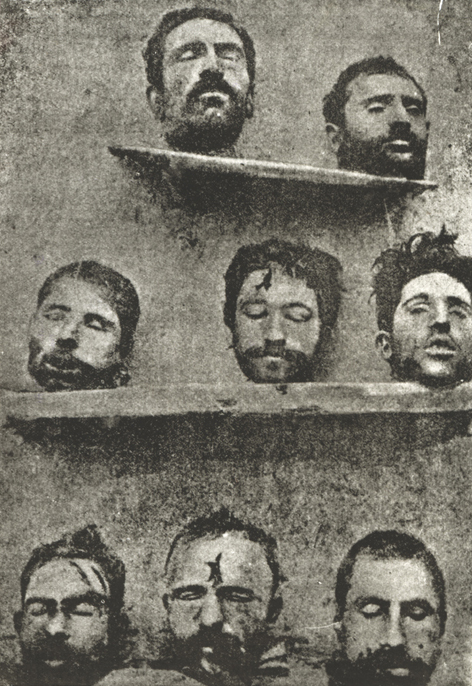
La légende originale de l'image décrit : Ci-dessus, huit professeurs arméniens massacrés par les Turcs.

Dans les provinces orientales, l'opération se déroule en tous lieux de façon similaire. Les notables sont systématiquement arrêtés au motif d'un prétendu complot contre le gouvernement et leurs maisons perquisitionnées à la recherche d'armes et d'indices,. Ceux-ci sont ensuite torturés pour soutirer des aveux, déportés vers une destination inconnue puis massacrés dans les environs. Un avis de déportation est publié en vertu duquel toute la population (les personnes inaptes à la mobilisation générale) doit être évacuée vers les déserts de Syrie et de Mésopotamie en convois de femmes, d'enfants et de personnes âgées qui quittent la ville à intervalles réguliers, à pied, avec peu ou pas de bagages, accompagnés de gendarmes à cheval. Au total, 306 convois de déportés sont dénombrés entre avril et décembre 1915, avec un total de 1 040 782 personnes recensées comme faisant partie de ces convois,.

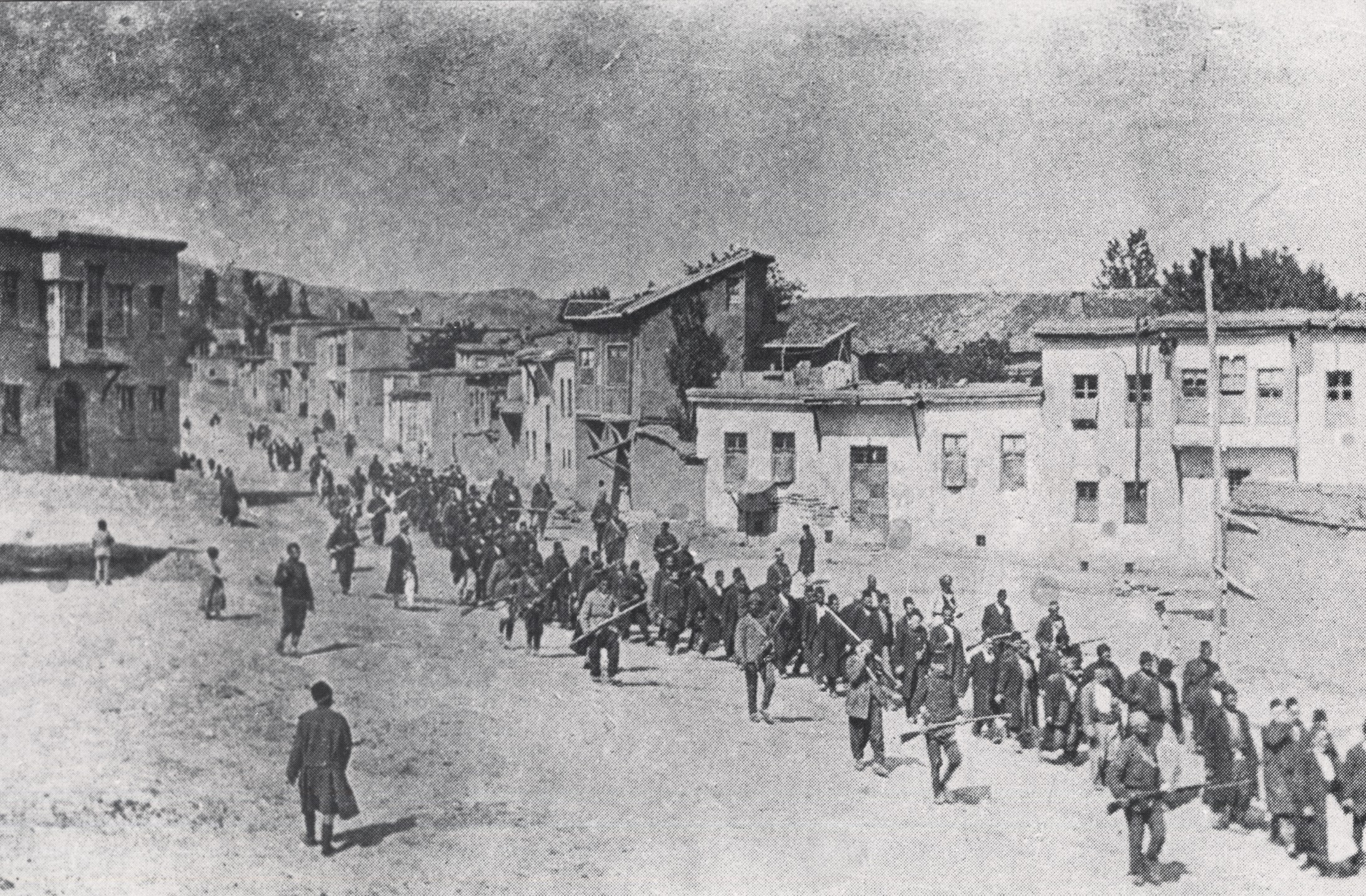
Déportation de la population arménienne de la ville de Harpout (Elazig) encadrée par les soldats ottomans, (printemps 1915).
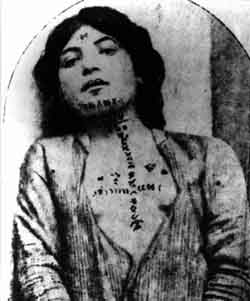
Arménienne vendue comme esclave dans l'Empire ottoman, après avoir été tatouée de force — d'une croix — par des Turcs (NY Times, 1915).

Les hommes restants sont systématiquement massacrés dès le départ du convoi. Certaines femmes, généralement les plus belles, et les enfants sont enlevés pour être revendus en tant qu'esclaves ou pour servir d'esclaves sexuels,,, tandis que le reste du convoi est décimé à chaque étape du convoi, tant par les gendarmes chargés de les escorter que par des tribus kurdes et autres miliciens recrutés à cette fin. Seuls quelques milliers de personnes survivent aux déportations,,,. Dans les vilayets de Bitlis et de Diarbékir, presque tous les Arméniens sont assassinés sur place.
Constatant les massacres, les gouvernements alliés font une déclaration le 24 mai 1915 dans laquelle ils accusent la Turquie de « crimes contre l'humanité et la civilisation » et s'engagent à tenir pour responsables les membres du gouvernement ottoman ainsi que toute personne ayant participé aux massacres. En représailles, le 27 mai 1915, le gouvernement ottoman promulgue la loi Tehcir (loi provisoire de déportation) autorisant l'expulsion de la population arménienne hors de l'Empire ottoman, sous couvert de « déplacement de populations suspectes d'espionnage ou de trahison ». Elle sera abrogée officiellement le 4 novembre 1918 par le parlement ottoman d'après-guerre, la déclarant inconstitutionnelle.

### Deuxième phase du génocide (automne 1915-automne 1916)

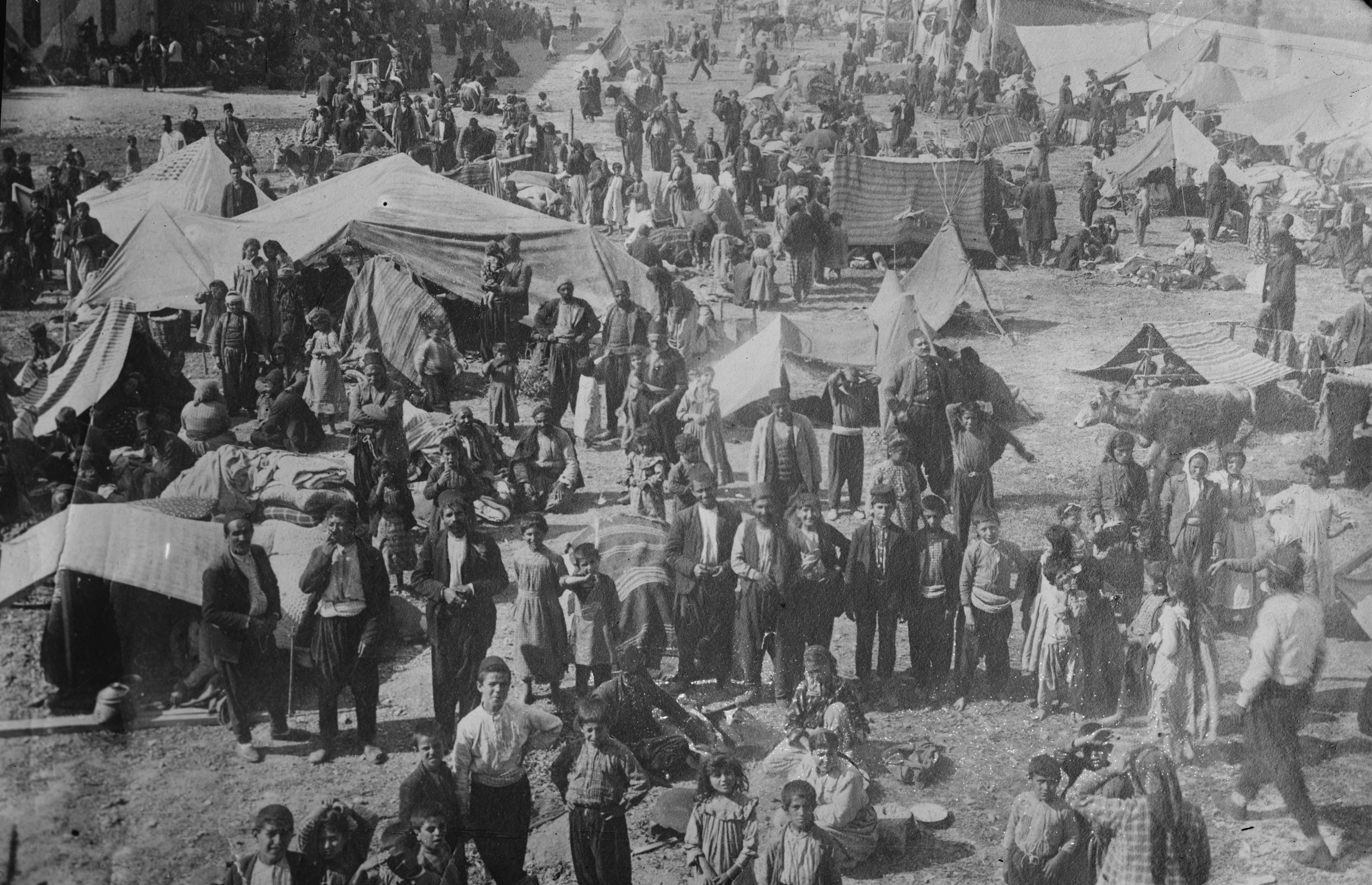
Camps de réfugiés arméniens en Syrie (1909).

Le 15 septembre 1915, le ministre de l'intérieur Talaat Pacha envoie un télégramme à la direction du parti Jeunes-Turcs à Alep : « Le gouvernement a décidé de détruire tous les Arméniens résidant en Turquie. Il faut mettre fin à leur existence, aussi criminelles que soient les mesures à prendre. Il ne faut tenir compte ni de l'âge ni du sexe. Les scrupules de conscience n'ont pas leur place ici » ; puis, dans un second télégramme : « Il a été précédemment communiqué que le gouvernement a décidé d’exterminer entièrement les Arméniens habitant en Turquie. Ceux qui s’opposeront à cet ordre ne pourront plus faire partie de l’administration. Sans égard pour les femmes, les enfants et les infirmes, si tragiques que puissent être les moyens d’extermination, sans écouter les sentiments de la conscience, il faut mettre fin à leur existence,, ».
Des prisonniers de droit commun sont libérés afin d'assister les forces armées ottomanes dans l'exécution des massacres. Ils seront regroupés sous une entité militaire secrète nommée « Organisation spéciale ». Créée en juillet 1914 par le comité central du Comité Union et Progrès (CUP) avec la coopération du ministère de l'Intérieur et de celui de la Justice, l'« Organisation spéciale » est spécialisée dans l'extermination des convois de déportés arméniens. Ils sont entraînés dans le centre de Çorum avant d'être envoyés massacrer les Arméniens. L'existence de l'« Organisation spéciale » a été révélée en 1919 lors des procès d'Istanbul,.
Dans le reste de l'Empire, le programme prend les formes d'une déportation, conduite par chemin de fer sur une partie du parcours, les familles restant parfois réunies. Les convois de déportés — environ 870 000 personnes — convergent vers Alep, en Syrie, où une Direction générale de l'installation des tribus et des déportés les répartit selon deux axes : au sud, vers la Syrie, le Liban et la Palestine — une partie survivra — ; à l'est, le long de l'Euphrate, où des camps de concentration, véritables mouroirs, sont improvisés. Les déportés sont peu à peu poussés vers Deir ez-Zor, aux camps de Deir ez-Zor par centaines de milliers,. Là, en juillet 1916, ils sont envoyés dans les déserts de Mésopotamie où ils sont tués par petits groupes ou meurent de soif. Les derniers regroupements de déportés le long du chemin de fer de Baghdad, à Ras-ul-Aïn (camps de Ras al-Aïn), à Intilli, sont, eux aussi, exterminés en juillet 1916. En parallèle, des milliers d'enfants arméniens sont vendus à des parents adoptifs turcs, arabes et juifs, lesquels se rendent dans les camps pour les récupérer de leurs parents. Seul survit un tiers des Arméniens : ceux qui habitaient Constantinople ou Smyrne, les personnes enlevées, les Arméniens du vilayet de Van, sauvés par l'avancée de l'armée russe, soit environ deux cent quatre-vingt-dix mille survivants,.
Le gouvernement ottoman s'emploie à systématiquement éliminer toute preuve du génocide. Les photographies des convois de déportés sont interdites, les missionnaires sont empêchés d'apporter nourriture, eau, vêtements aux rescapés, la censure officielle interdit aux médias de faire mention des massacres. Un système de double ordre est mis en place : les ordres effectifs sont envoyés chiffrés aux autorités provinciales, tandis que des faux ordres niant toute intention génocidaire sont formulés en public. Tout fonctionnaire s'opposant à l'exécution du génocide est muté, démis de ses fonctions ou fusillé,.,.
Parmi ces fonctionnaires réfractaires figure Hasan Mazhar Bey, gouverneur d'Ankara : en mai 1915, il s'oppose aux ordres de déportation émanant du ministère de l'Intérieur en refusant sa rhétorique génocidaire. Le gouvernement Jeune-Turc ne tarde pas à intervenir, lui envoyant dès début juillet 1915 un délégué pour surveiller ses actions, Atıf Kamçıl, qui faisait partie de la direction de l'Organisation spéciale. Hasan Mazhar est limogé quelques jours plus tard, le 8 juillet 1915,.

### Rôle de la communauté internationale
De nombreux témoins, diplomates, missionnaires occidentaux sont présents sur les lieux des massacres. Ceux-ci rédigent de très nombreuses notes à destination des gouvernements occidentaux, décrivant avec moult détails le processus génocidaire en cours. Ces notes sont conservées dans les archives des pays destinataires, en particulier la France, l'Angleterre, l'Italie, l'Allemagne, les États-Unis et dans les archives apostoliques du Vatican. Les témoins les plus notables sont Henry Morgenthau Senior, Armin T. Wegner, Johannes Lepsius, Aaron Aaronsohn, Leslie Davis,…

#### Alliés

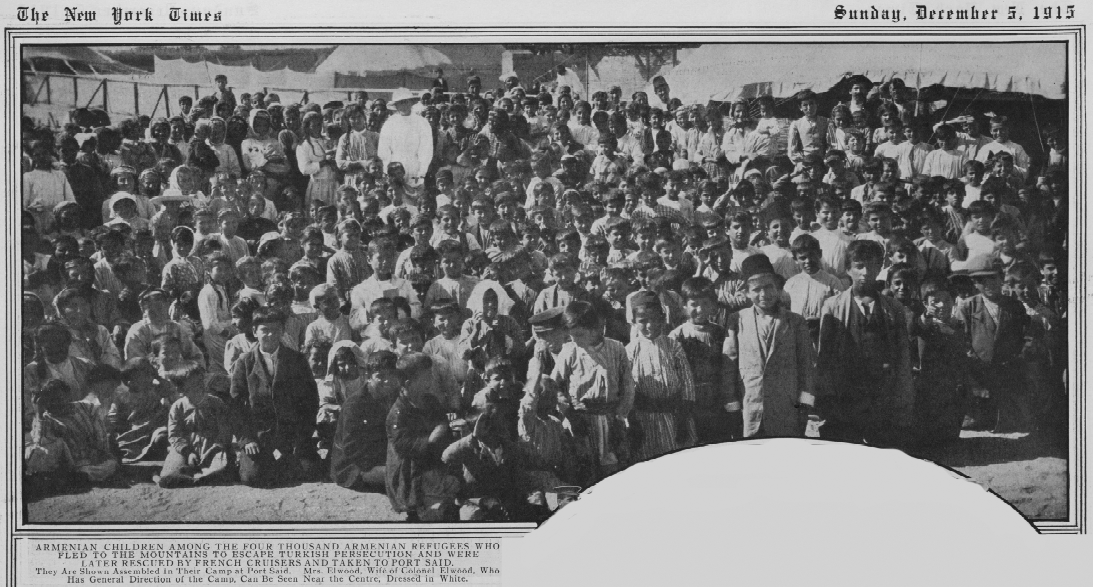
Réfugiés arméniens évacués par la marine française en 1915 à Musa Dagh et transférés à Port-Saïd.

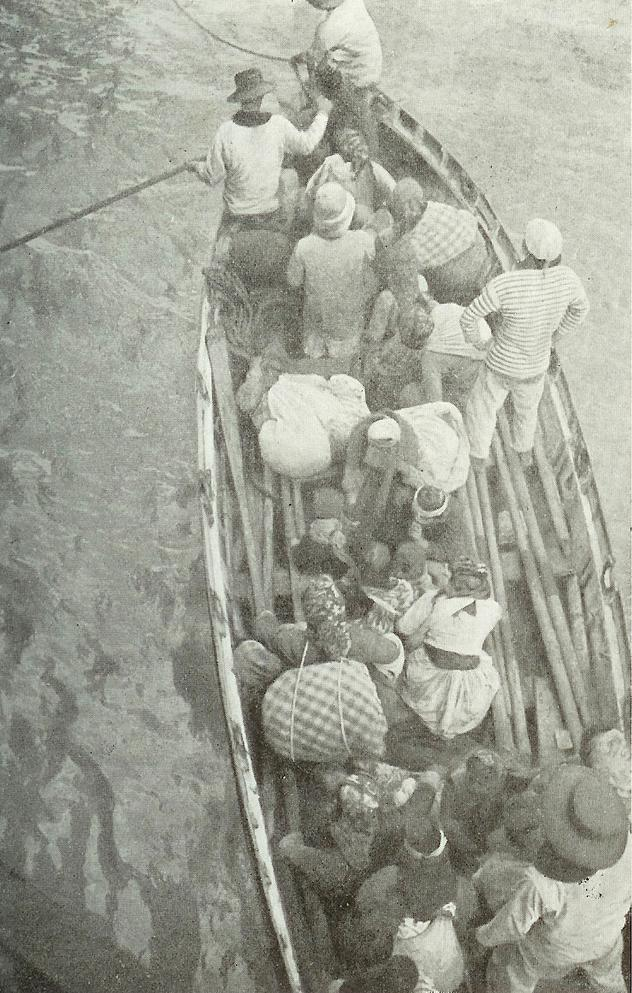
Réfugiés arméniens à Musa Dagh évacués par le Guichen de la marine française vers Port Saïd (1915).

Les Alliés, déjà engagés sur le front européen, assistent souvent impuissants aux massacres. Néanmoins, ils accusent officiellement la Turquie de « crimes contre l'humanité et la civilisation » dans un rapport du 24 mai 1915, et s'engagent à tenir pour responsables tous les fonctionnaires ayant pris part au génocide. Cette accusation est réitérée par une lettre du 7 novembre 1916 d'Aristide Briand à Louis Martin, dans laquelle il accuse la Turquie de mener un « monstrueux projet d'extermination de toute une race ». Il écrit notamment :

« Le Gouvernement de la République a déjà pris soin de faire notifier officiellement à la Sublime-Porte que les Puissances Alliées tiendront personnellement responsables des crimes commis tous les membres du Gouvernement Ottoman, ainsi que ceux de ses agents qui se trouveraient impliqués dans les massacres. Quand l'heure aura sonné des réparations légitimes, il ne mettra pas en oubli les douloureuses épreuves de la Nation Arménienne et, d'accord avec ses alliés, il prendra les mesures nécessaires pour lui assurer une vie de paix et de progrès. »

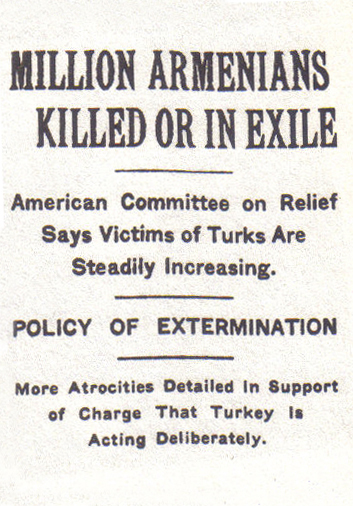
Article publié dans le New York Times, attirant l'attention sur l'exil et le génocide du peuple arménien par les Turcs (15 décembre 1915).

Quelques interventions militaires alliées spécifiques au génocide sont à signaler, notamment l'intervention militaire française au Musa Dagh. En juillet 1915, les habitants des villages de la région choisissent de désobéir et de résister à l'armée ottomane ; malgré un sous-effectif et un moral entamé, les Arméniens défendent le siège de la montagne durant cinquante-trois jours. Le 12 septembre 1915, à court de vivres et de munitions, ils sont évacués par la marine française mouillant au large des côtes syriennes ; plus de quatre mille personnes sont acheminées par le Guichen à Port-Saïd en Égypte.
Un autre fait notable est le soutien russe à la résistance de Van, débutée le 20 avril 1915, lorsque les troupes ottomanes assaillirent les quartiers arméniens de la ville. Le 28 avril, le général Nikolaï Ioudenitch ordonne aux armées impériales russes de secourir les Arméniens de Van. Après cinq semaines de combats acharnés, les troupes russes venues de Perse entrent dans la ville le 18 mai 1915, mettant en fuite les troupes turques. Elles sont suivies les 23 et 24 mai des forces russes venues de Russie. Elles découvrent les cadavres de quelque 55 000 civils arméniens massacrés,.

#### Rôle de l'Allemagne
Le rôle de l'Allemagne a longtemps été sous-évalué et fait encore l'objet de controverses. L'Allemagne avait déjà été muette lors des massacres hamidiens de 1894-1896. Cette position était considérée comme résultant d'une forme de realpolitik, l'Allemagne ayant d'énormes intérêts stratégiques et économiques en Turquie et se contentant de défendre une position de « non-ingérence ». Bien que le gouvernement allemand n'ait pas pris part activement aux massacres, les études récentes montrent que l'Allemagne était informée des plans génocidaires de l'Empire ottoman dès 1912, et décida de ne rien faire, comme le confirma Henry Morgenthau à propos de Hans Freiherr von Wangenheim, qui déclara qu'il « ne fera rien pour [aider] les Arméniens ». De même, la participation à la préparation et la mise en œuvre des massacres par certains fonctionnaires et militaires allemands en poste dans l'Empire ottoman a été mise au jour. À partir des archives allemandes et autrichiennes, Vahakn Dadrian évoque l'exemple du général Fritz Bronsart von Schellendorf, vice-chef d'état-major ottoman, qui signa des ordres de déportation dans lesquels il demande que de « sévères mesures » soient prises à l'encontre des bataillons de travail arméniens.
De nombreux officiers allemands présents en Turquie en 1915 intègrent après la guerre le parti nazi et certains d'entre eux participent activement à la Shoah. C'est le cas de Rudolf Höss qui a commandé le camp d'Auschwitz ou encore de Konstantin von Neurath qui servait dans la 4e armée ottomane et devient en 1932 Obergruppenführer dans la Waffen-SS,. À l'inverse, des soldats allemands désobéissent aux ordres de leur hiérarchie et documentent les atrocités ou viennent en aide aux Arméniens, comme le sous-lieutenant Armin Wegner, infirmier militaire, qui prend clandestinement des photos des massacres, avant d'être arrêté par le commandement allemand pour avoir désobéi aux ordres de censure.

#### Vatican
Le Vatican reçoit les premiers rapports des massacres en juin 1915. Le pape Benoît XV intervient personnellement à deux reprises auprès du sultan Mehmed V par courrier, ce qui ne fait qu'empirer la situation globalement, malgré des promesses et quelques concessions turques comme la grâce d'une soixantaine d'Arméniens à Alep. En même temps, le Vatican conserve systématiquement tout document relatif au génocide dans ses archives secrètes, dont l'existence n'est révélée qu'en 2011 à l'occasion de l'exposition Lux in Arcana,.
Selon l'historien Michael Hesemann, la contre-productivité des actions du Vatican au moment du génocide des Arméniens est la cause de l'attitude du pape Pie XII lors de la Seconde Guerre mondiale. Le Vatican était resté silencieux au moment de la Shoah face aux actions nazies, alors que dans le même temps, le pape multipliait les actions visant à sauver le plus de juifs possible. En effet, Pie XII, en 1915, alors secrétaire de la Congrégation pour les affaires extraordinaires du Secrétariat d'état, était informé de toutes les répercussions des actions papales sur le déroulement du génocide des Arméniens. C'est ainsi qu'une interprétation de son silence lors du génocide juif serait qu'il aurait décidé de ne pas formuler de protestation ouverte en 1942 contre les nazis, craignant un effet similaire aux protestations de 1915.

### Massacres des populations pontiques, assyro-chaldéo-syriaques et yézidies

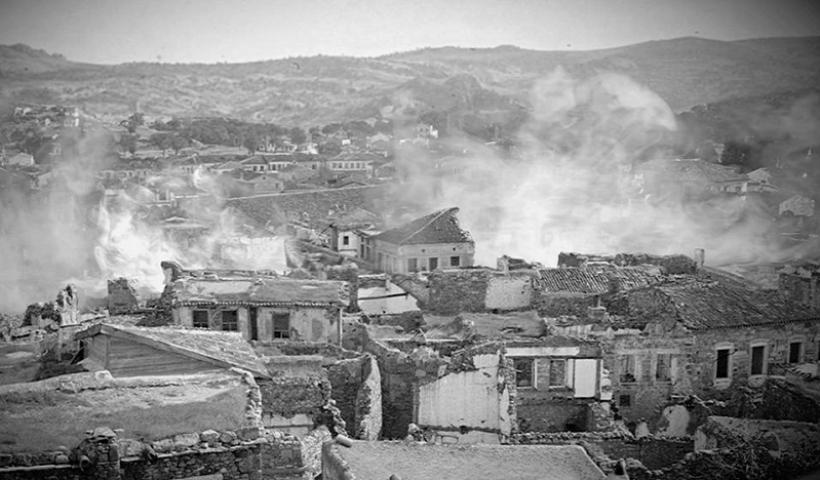
Phocée en flammes (juin 1914) quelques années avant l'incendie de Smyrne.

Les populations araméennes (assyrienne, chaldéenne, syriaque) et pontiques furent aussi durement touchées durant cette période, ayant été en grande partie éliminées par les autorités ottomanes, ainsi que certains Syriaques et Yézidis. Selon les responsables de la communauté réfugiée en Arménie, 500 000 yézidis auraient péri durant les massacres.

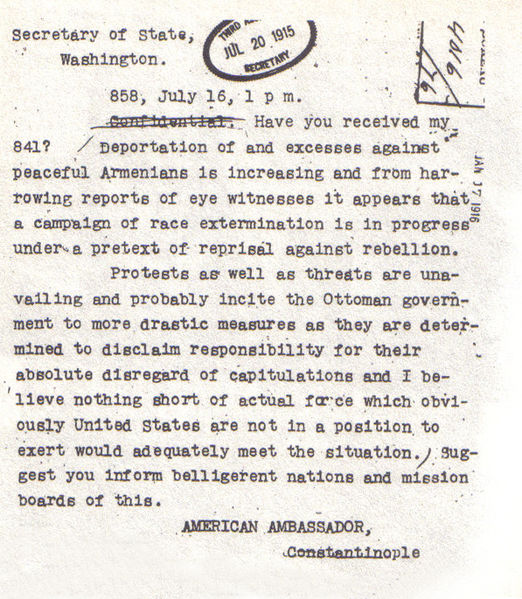
Télégramme de l'ambassadeur Henry Morgenthau (Sr.) au département d'État des États-Unis, décrivant les massacres comme « une opération d'extermination de la race » (16 juillet 1915).

En 2007, l'International Association of Genocide Scholars est parvenue à une résolution selon laquelle « la campagne ottomane contre les minorités chrétiennes de l'Empire entre 1914 et 1923 constituait un génocide contre les Arméniens, les Assyriens et les Grecs pontiques et anatoliens ». Les expressions « génocide assyrien » et « génocide grec pontique » sont donc appropriées selon la majorité des spécialistes aujourd'hui, même si la qualification de génocide concernant les Arméniens est la seule qui ne fasse pas débat.
De 500 000 à 750 000 assyriens représentant environ 70 % de la population de l'époque sont massacrés selon le même modus operandi sur la même période que le génocide arménien,. Environ 350 000 Grecs pontiques sont massacrés à la suite de meurtres et de pendaisons, ainsi que de la famine et des maladies. Selon un conseiller auprès de l'armée allemande, Ismail Enver, le ministre turc de la défense aurait déclaré en 1915 qu'il voulait « résoudre le problème grec […] de la même façon qu'il pensait avoir résolu le problème arménien ».

## Bilan des massacres

### Nombre de victimes

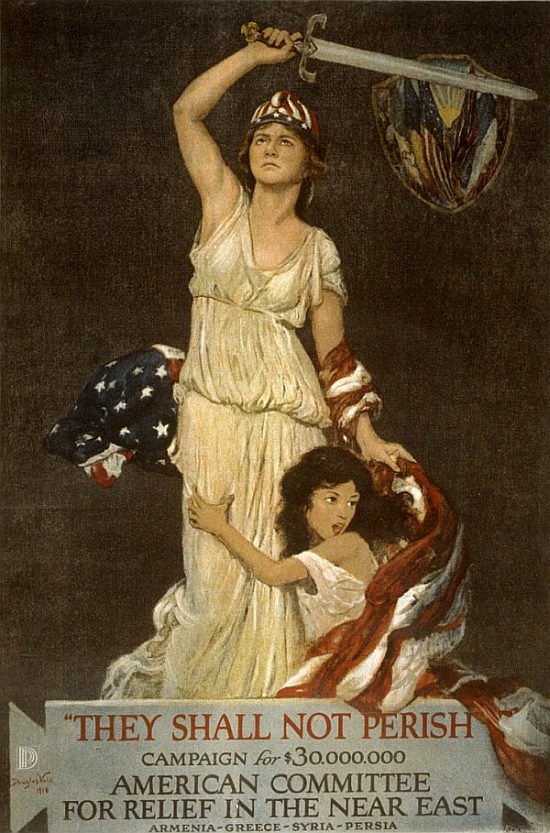
« Ils ne périront pas » : comité américain de soutien aux Arméniens dans le Proche-Orient, (1918).

Lorsque, à la fin de 1916, les observateurs font le bilan de l'anéantissement des Arméniens de Turquie, ils peuvent constater que, à l'exception de trois cent mille Arméniens sauvés par l'avancée russe et de quelque deux cent mille habitants de Constantinople et de Smyrne qu'il était difficile de supprimer devant des témoins, il ne persiste plus que des îlots de survie : des femmes et des jeunes filles enlevées, disparues dans le secret des maisons turques ou rééduquées dans les écoles islamiques comme celle que dirige l'apôtre du turquisme Halide Edip Adıvar ; des enfants regroupés dans des orphelinats pilotes ; quelques miraculés cachés par des voisins ou amis musulmans ; ou, dans des villes du centre, quelques familles épargnées grâce à la fermeté d'un vali ou d'un kaïmakan. Ces massacres auront coûté la vie à un nombre d'individus variant, selon les auteurs, de six cent mille à un million et demi de personnes,, représentant entre la moitié et les deux tiers de la population arménienne de l'époque,.
Une estimation du nombre de victimes est donnée par Talaat Pacha en personne dans son carnet personnel révélé en 2005, surnommé le « carnet noir ». Il y fait estimation d'un nombre de 1 617 200 Arméniens en 1914 contre seulement 370 000 après les massacres, soit environ 1 247 200 disparus, c'est-à-dire 77 % de la population arménienne. Talaat donne aussi des estimations par région géographique : 77 % de la population initiale à Karesi, 79 % à Niğde, 86 % à Kayseri, 93 % à Izmit, 94 % à Sivas, 95 % à Hüdavendigâr (Bursa).

### Spoliations et dommages matériels
Les dommages matériels et financiers sont aussi très lourds. En plus de la saisie du patrimoine immobilier des Arméniens (dont l'emblématique palais de Çankaya, résidence présidentielle turque jusqu'en 2014, spoliée à la famille de Kasapyan lors du génocide), les comptes bancaires et les polices d'assurance sont saisis.
Les services secrets britanniques informent le premier ministre Ramsay MacDonald en 1924 que les autorités ottomanes ont déposé cinq millions de livres d'or turques à la Reichsbank provenant des biens des Arméniens spoliés. La liste des Arméniens possédant un compte saisi n'a toujours pas été révélée aujourd'hui. Selon Henry Morgenthau Senior dans ses mémoires, Talaat Pacha lui demande en 1916 la liste des Arméniens qui possèdent une assurance-vie dans des compagnies américaines pour que l'argent de ces comptes soit transféré au gouvernement ottoman au motif qu'ils sont tous morts sans laisser d'héritiers. Une demande similaire fut envoyée à toutes les compagnies d'assurance à travers le monde.
Les dommages immobiliers sont aussi très importants, estimés à 2 500 églises, 451 monastères et 1 996 écoles détruits ou spoliés. Un rapport récent estime que les dommages financiers en dollars courants varient de 41 500 000 000 $ à 87 120 217 000 $ sur la période 1915-1919, et de 49 800 000 000 $ à 104 544 260 400 $ sur la période 1915-1923.
La prédation des biens arméniens permit d'accentuer l'enrichissement de la nouvelle bourgeoisie turque.

### Exil des survivants

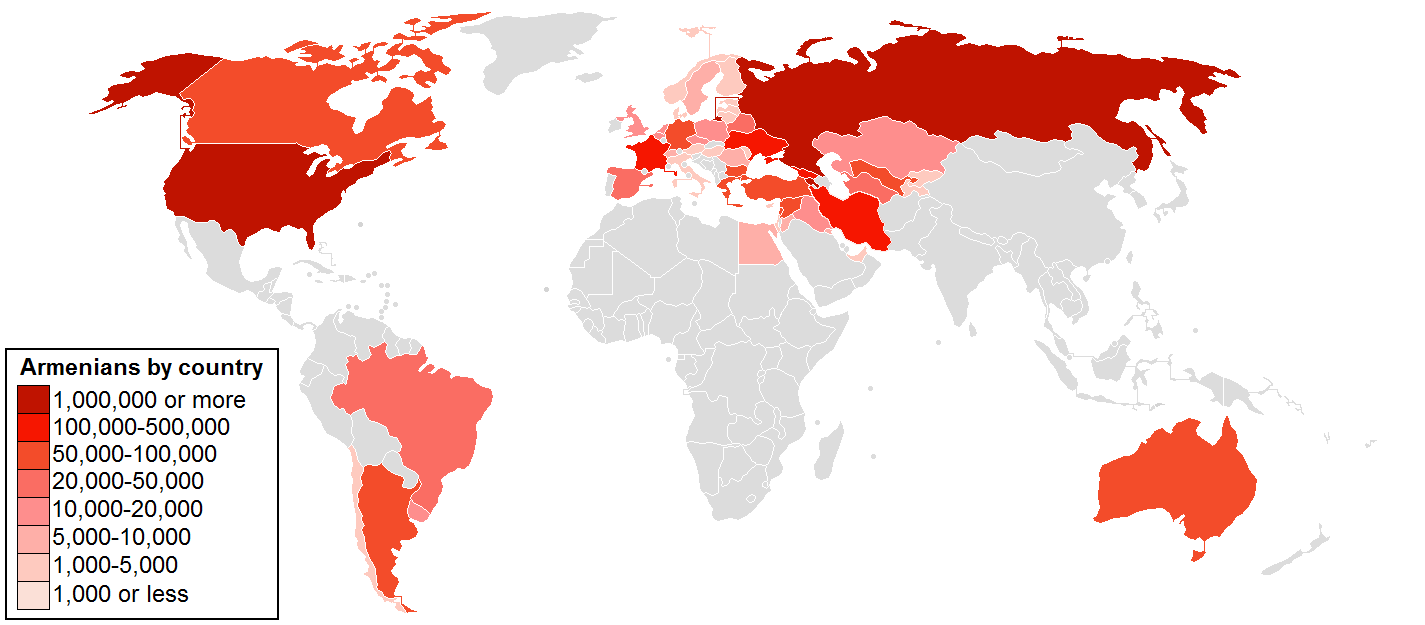
Carte de la diaspora arménienne.

Après le génocide, les survivants arméniens sont dispersés autour du territoire de la Turquie actuelle. Plusieurs centaines de milliers sont réfugiés en Arménie russe, d'autres en Perse, et une partie des survivants aux camps de concentration de Syrie et de Mésopotamie sont réinstallés dans des camps de réfugiés à la frontière entre la Syrie et la Turquie. Près de 200 000 Arméniens sont réinstallés en Cilicie protégés par les troupes françaises mandataires de la Syrie. Mais en février 1920, celles-ci furent attaquées par les Turcs de Mustapha Kemal. Les Français évacuent dans la nuit du 10 au 11 février 1920 la ville de Marach sans en prévenir les habitants chrétiens qui seront tués par les Turcs le matin du 11 février 1920. Au total, 30 000 Arméniens furent massacrés par les Turcs lors de l'abandon de la Cilicie par l'armée française, dont 12 000 à Marach, 13 000 Arméniens et Grecs à Hadjine et dans les villages environnants, 3 000 à Zeïtoun.
Les Arméniens survivants s'exilent en Syrie, au Liban ou dans les pays européens. Des milliers d'Arméniens se réfugient également dans la région de Tunceli, sauvés par des chefs tribaux comme Seyid Rıza, et nombreux d'entre eux se convertissent et deviennent des Kurdes alévis pour échapper aux massacres. Selon Nuri Dersimi, environ 36 000 Arméniens sont ainsi sauvés,. Cette aide des Alévis aux Arméniens est l'une des raisons qui ont mené au massacre de Dersim en 1938 par les forces d'Atatürk. Encore aujourd'hui, certains descendants d'origine arménienne essayent tant bien que mal de retrouver leur identité perdue. On estime entre 100 000 et 200 000 le nombre d'Arméniens qui ont été sauvés de cette manière par des familles turques et kurdes.

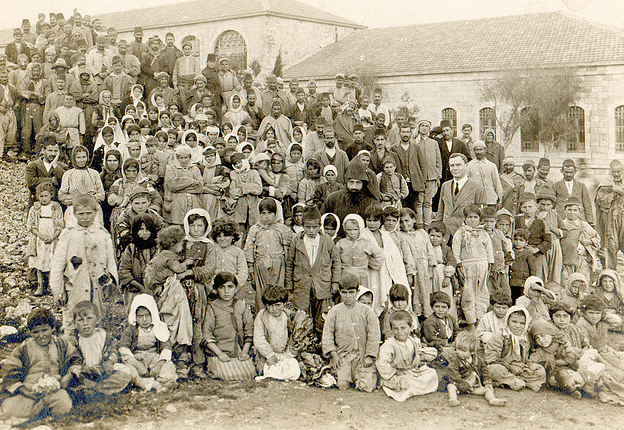
Survivants arméniens découverts à Salt (Jordanie) et envoyés à Jérusalem (avril 1918)

Des pays plus lointains reçoivent eux aussi un afflux important de réfugiés comme la France, les États-Unis, ou encore les pays de l'Amérique latine (Uruguay, Brésil, Argentine, Venezuela). Les Arméniens en France reçoivent le statut d'apatride avec mention « retour interdit » (qui deviendra « sans retour possible ») écrite sur les documents officiels ; une partie sera logée dans des camps de réfugiés, notamment le camp Oddo. Peu à peu les Arméniens réfugiés obtiennent des passeports Nansen leur garantissant un statut de réfugié reconnu internationalement. Les réfugiés politiques arméniens venus de l'Union soviétique à la suite de la révolution bolchevique s'ajouteront à ceux du génocide au cours des années suivantes. La diaspora sera renforcée par de nombreuses vagues d'émigration successives (notamment depuis le Moyen-Orient et le Caucase) au gré des événements politiques des pays dans lesquels ils sont établis.
Enfin, une partie des Arméniens survivants restent sur place, cachés en Turquie après les massacres et tout au long du XXe siècle, sauvés par des Justes turcs ou alors enlevés, adoptés et islamisés de force. L'historien Ara Sarafian estime qu'entre cent et deux cent mille arméniens survivent cachés en 1923 pour former aujourd'hui une communauté dont les estimations varient de 1 à 3 millions de personnes ayant un degré plus ou moins élevé de parenté avec un survivant des massacres,.

## Événements postérieurs

### Jugement et poursuite des responsables

#### Procès des Unionistes, Constantinople, 1919

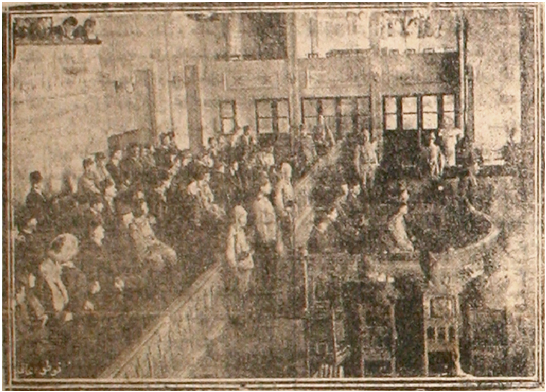
Photo prise le 8 avril 1919 lors du procès des Unionistes.

En 1919 se tient à Constantinople le procès des Unionistes, en cour martiale turque,. Les principaux responsables du génocide y sont condamnés à mort par contumace, comme Taalat Pacha ayant pris la fuite en 1918, juste après avoir détruit la plupart des documents compromettants. Parmi les accusés, on peut trouver Mehmed Kemal, condamné à mort et pendu pour sa participation au génocide,. Les condamnés à mort reçoivent tous des fatwas de la part du sultan et calife ottoman de l'époque, Mehmed VI, des musulmans ne pouvant pas être exécutés sans être condamnés par le chef de l'état.
La cour martiale établit la volonté des unionistes d'éliminer physiquement les Arméniens en utilisant une organisation spéciale.

« Immédiatement après la mobilisation du 21 juillet 1914, le Comité central du parti Union et Progrès avait constitué un Techkilat-i Mahsoussé (nom turc de l'organisation spéciale) qui était entièrement différent dans ses buts et sa composition du Techkilat-i Mahsoussé déjà existant. Par ordre des ministères de l'Intérieur et de la Justice, ce même Techkilat-i Mahsoussé accepta les condamnés relâchés que le Techkilat-i Mahsoussé dépendant du ministère de la Guerre refusait d'incorporer. Lorsque des détenus étaient libérés, le Parti, pour tromper l'opinion publique, répandait la nouvelle selon laquelle les criminels libérés seraient employés sur le front alors qu'ils étaient envoyés dans des centres d'entraînement et qu'ils étaient ensuite utilisés pour piller et détruire les convois de déportés arméniens. »

#### Exilés de Malte, 1920
Le 2 janvier 1919, l'Amiral de la flotte Sir Somerset Gough-Calthorpe demande au Bureau des Affaires étrangères et du Commonwealth l'arrestation de tous les responsables du génocide arménien. Près de 150 personnes sont arrêtées à Constantinople par les autorités britanniques et conduites sur une prison à Malte à partir du 4 janvier jusqu'à fin novembre 1919 pour y être jugées par un tribunal international. Elles sont libérées petit à petit au cours des deux années suivantes lors d'échanges de prisonniers et ne seront pas jugées faute de preuves matérielles présentes à Malte. Lord George Curzon écrit :

« Le moins on en dira sur ces gens (les Turcs libérés au cours de l’échange) le mieux cela vaudra… J’ai dû expliquer (au Parlement) pourquoi nous avons libéré les déportés turcs de Malte, patinant sur une glace très mince aussi vite que j’ai pu… Dans leur for intérieur, les Membres (du Parlement) considèrent qu’un prisonnier britannique vaut un chargement entier de Turcs, et c’est ainsi que l’échange a été excusé. »

Lors des premières années de la république turque, les exilés de Malte sont nommés à des postes gouvernementaux, comme celui de Premier ministre (Ali Fethi Okyar et Rauf Orbay), ministres (Fevzi Pirinçioğlu, Şükrü Kaya, Abdülhalik Renda, Şeref Aykut, Ali Seyit, Ali Cenani, Ali Çetinkaya), gouverneurs, membres du Parlement ou généraux dans l'armée. Ils deviennent le cœur de la nouvelle élite intellectuelle turque et leurs descendants sont eux aussi aux plus hauts postes de l'État jusqu'à aujourd'hui.

#### Opération Némésis

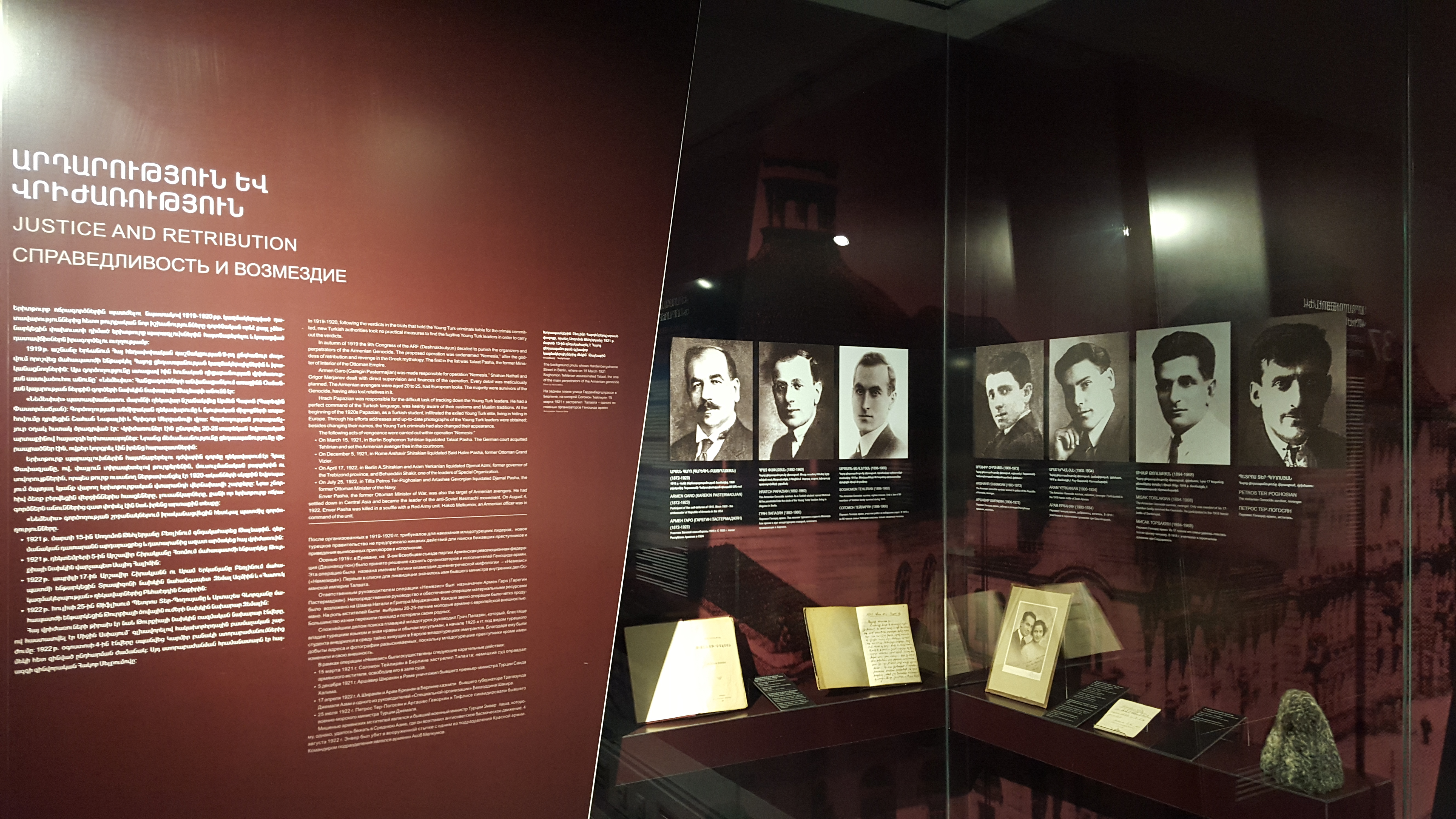
Exposition consacrée à l'opération Némésis au musée du génocide arménien à Erevan.

L'« Opération Némésis » est montée par la Fédération révolutionnaire arménienne pour exécuter la sentence de mort par contumace du procès des unionistes. Au total, huit hauts responsables turcs ou azéris (et trois Arméniens considérés comme « traîtres ») condamnés à mort en Turquie tombent sous les balles de sept hommes présentés comme des « justiciers »,,.
L'exécution la plus connue est celle de Talaat Pacha, le grand ordonnateur de l'extermination des Arméniens, d'une balle de revolver dans une rue berlinoise, le 15 mars 1921. Le tireur est arrêté sur les lieux du crime. Il s'agit d'un jeune Arménien de 23 ans, Soghomon Tehlirian, survivant du génocide au cours duquel il perdit sa mère et toute sa famille. Soghomon Tehlirian est jugé peu de temps après, le 2 et 3 juin 1921, par le tribunal de première instance de Berlin. Les témoignages de Soghomon Tehlirian, de Christine Terzibashian, Johannes Lespius ou même du général Liman von Sanders, ainsi que les documents retenus, parmi lesquels cinq télégrammes chiffrés adressés par Talaat à Naïm Bey, documents qu'a fait parvenir Aram Andonian au tribunal, donnent une nouvelle dimension au procès, où le crime génocidaire de Talaat et des Jeunes-Turcs est à son tour mis en accusation grâce aux documents Andonian, des télégrammes du gouvernement ottoman montrant son implication dans le génocide. L'authenticité des documents Andonian est depuis mise en cause par les historiens négationnistes turcs Orel et Yuca, mais la communauté scientifique s'accorde sur leur authenticité,,,. Le tribunal acquitte Soghomon Tehlirian. Le procès est retentissant et son issue est interprétée comme une condamnation des responsables du génocide,,.

### Guerres arméno-turques
À peine deux mois après la signature du traité de Brest-Litovsk qui donne l'indépendance à l'Arménie russe, l'Empire ottoman l'attaque par surprise,,. En violation du traité signé précédemment avec la république socialiste fédérative soviétique de Russie, la cinquième armée ottomane traverse la frontière en mai 1918 et attaque Alexandropol (aujourd'hui Gyumri) d'où l'armée russe s'est retirée à la suite de la Révolution de 1917. L'armée ottomane souhaite écraser l'Arménie et s'emparer de la Transcaucasie pour relier les États turcs entre eux. Le gouvernement allemand n'approuve guère l'initiative de son allié et refuse d'aider les Ottomans sur ce front. À ce moment, seule une petite partie du territoire de l'Arménie russe n'est pas encore occupée par les Ottomans et ces régions ont accueilli un flot de 350 000 réfugiés arméniens fuyant le génocide.
Les forces ottomanes entreprennent une stratégie d'attaque sur trois fronts, pour faire tomber l'Arménie. Après la chute d'Alexandropol, l'armée ottomane s'engage dans la vallée d'Ararat, au cœur de l'Arménie. Cependant, les troupes arméniennes sous les ordres du général Movses Silikyan balaient les troupes ottomanes dans une bataille de trois jours à Sardarapat. Le capitaine Antoine Poidebard décrit : « Le 24 mai, le général Silikian tomba sur les Turcs avec une telle impétuosité qu'il les écrasa littéralement et la cavalerie arménienne pourchassa les Turcs sur les hauteurs d'Alexandropol. Seul le manque de munitions arrêta cette poursuite. ». Des victoires plus modestes ont lieu à Abaran et à Karakilisa. Ces victoires arméniennes successives amènent le Conseil national arménien de Tiflis à déclarer l'indépendance de la république démocratique d'Arménie le 28 mai 1918, reconnue le 4 juin 1918 par la Turquie par le traité de Batoum, très défavorable à l'Arménie.
Le 23 septembre 1920, les armées de Mustafa Kemal lancent une nouvelle offensive surprise sur l'Arménie. Stupéfaite, l'Arménie déclare la mobilisation générale, mais l'armée ne compte que quelques dizaines de milliers d'hommes face aux Turcs, à peu près au même nombre. Ces derniers bénéficient cependant de meilleures conditions matérielles et physiques, alors que l'hiver approche. L'armée turque est dirigée sur le front oriental par le général Kâzım Karabekir, l'armée arménienne par le général Tovmas Nazarbekian. Après une bataille à Kars, la ville passe aux mains des Turcs le 30 octobre. Près de Sourmalou, les Arméniens, commandés par le général Dro, résistent mieux. Gyumri, alors appelée Alexandropol, est investie par les forces turques le 7 novembre ; la progression des Turcs est très rapide et la résistance arménienne quasi inexistante. Les armées kémalistes font signer un armistice à Ohadjanian mais les Arméniens ripostent une dernière fois et tentent vainement une contre-attaque. Le 18 novembre 1920, l'Arménie a perdu la guerre, un nouvel armistice est signé.

### Traités de paix suivant la Première Guerre mondiale

#### Traité de Sèvres

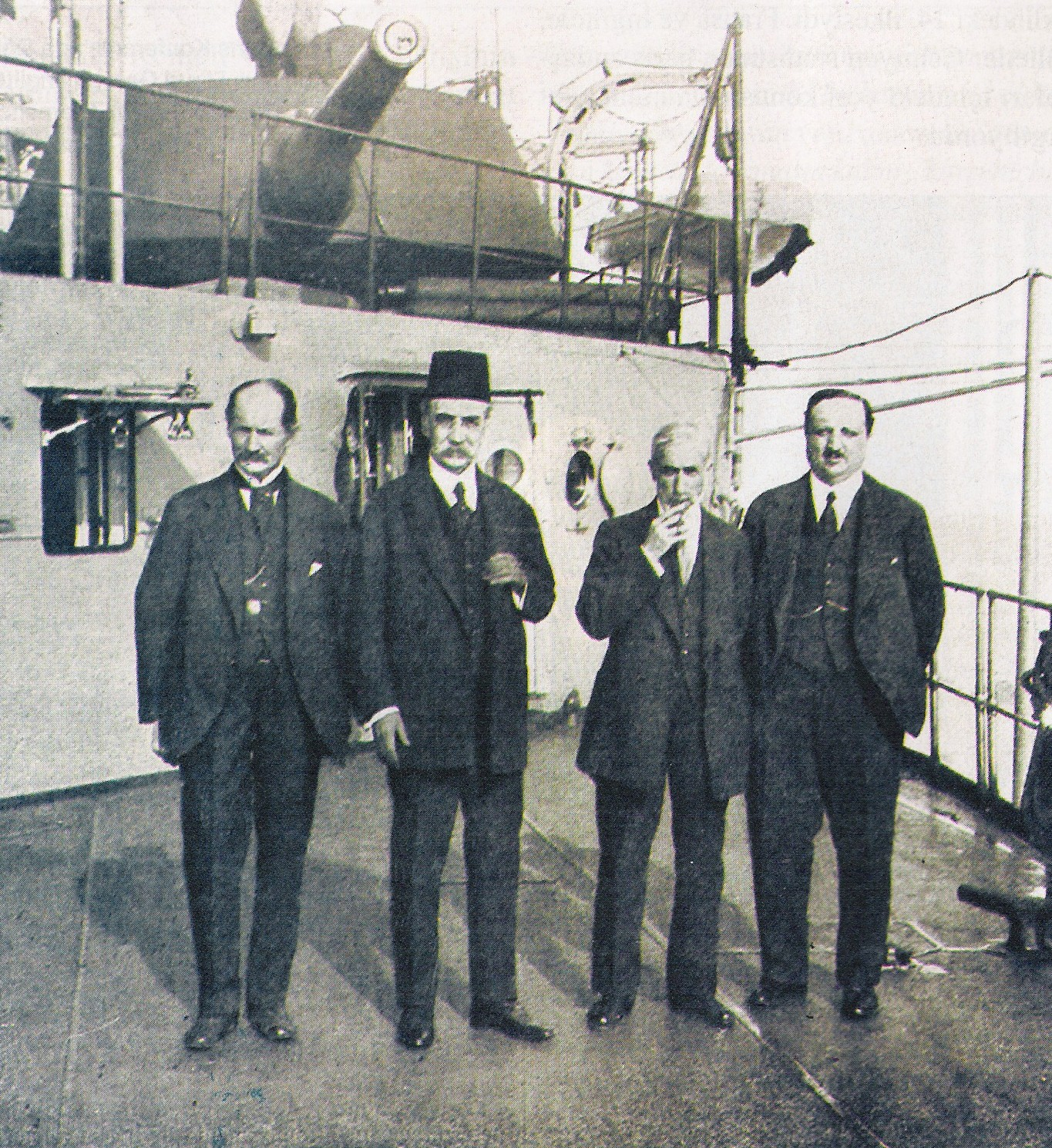
Les signataires ottomans du traité de Sèvres : Riza Tevfik, Damat Ferid Pacha (grand vizir), Bağdatlı Mehmed Hadi Paşa (ministre de l'Éducation) et Rechid Halis (ambassadeur).

Ce traité est signé le 10 août 1920 par les puissances parties prenantes (Empire britannique, France, Japon, Italie), et les États alliés représentés par l'Arménie, la Belgique, la Grèce, le Hedjaz, la Pologne, le Portugal, la Roumanie, la Tchécoslovaquie et l'État yougoslave réunissant Slovènes, Croates et Serbes. La cérémonie s'est déroulée dans la grande salle qui abrite actuellement le musée de la Porcelaine à Sèvres. Parmi les principales dispositions de ce traité, on notera deux articles (88 et 89) concernant la République arménienne :

« La Turquie déclare reconnaître, comme l'ont déjà fait les puissances alliées, l'Arménie comme un État libre et indépendant. »

« La Turquie et l'Arménie, ainsi que les hautes parties contractantes, conviennent de soumettre à l'arbitrage du président des États-Unis d'Amérique, la détermination de la frontière entre la Turquie et l'Arménie, dans les vilayets d'Erzeroum, Trébizonde, Van et Bitlis, et d'accepter sa décision, ainsi que toutes les dispositions qu'il pourra prescrire relativement à l'accès de tout territoire ottoman adjacent. »

Le mandat d'exécution des dispositions relatives à la République arménienne est confié aux États-Unis. À son retour, le président Woodrow Wilson se heurte à l'opposition d'une majorité de sénateurs américains qui, sous l'impulsion du sénateur Cabot Lodge, refusent la ratification du traité de Sèvres ainsi que le mandat américain sur l'Arménie.

#### Traités de Kars et de Lausanne
Le traité de Kars rend à la Turquie le territoire de Kars (attribué à l'Empire russe par le traité de San Stefano en 1878). Ce territoire était peuplé de Lazes, de Turcs Meskhètes, de Géorgiens, et d'Arméniens survivants du génocide : ils sont expulsés et remplacés par des Turcs et des Kurdes. Avec ce traité, celui de Sèvres devient de fait caduc.
En février-mars 1921, se tient à Londres une conférence sur la révision du traité de Sèvres. Aucun règlement général ne conclut la conférence, mais l'Italie accepte de retirer ses troupes d'Anatolie. En mars 1922, l'Entente fait de nouvelles propositions à la Turquie kémaliste, en renonçant à prendre le traité de Sèvres pour base ; mais Kemal juge que ces propositions sont « loin, toutefois, dans leur fond, de contenter nos aspirations nationales». Ce traité est signé à Lausanne le 24 juillet 1923. L'Arménie n'y est plus mentionnée. L'historien H.-L. Kieser commente :

« Pour les perdants aussi bien que pour les humanitaires internationaux, l'ombre de la conférence était écrasante. Le traité acceptait tacitement les faits de guerre : le génocide des Arméniens ottomans, le massacre d'Assyriens ottomans, la déportation de Kurdes ottomans (1915-1916) et l'expulsion des Ottomans gréco-orthodoxes (1914 et 1919-1922), commise au profit de la turquisation de l'Anatolie. Le nouveau gouvernement d'Ankara cachait à peine sa naissance au sein du parti Jeune-Turc, directement responsable des crimes perpétrés entre 1914-1918. Le traité complétait les faits de guerre par un transfert de populations jusqu'alors inouï, celui de Grecs musulmans (356 000) et d'Ottomans anatoliens de confession orthodoxe (290 000, avec ceux déjà expulsés comptant environ un million et demi de personnes). Avec quatre générations de retard, on a tout récemment commencé à déplorer publiquement ce transfert, même en Turquie. Pour ce qui est des crimes antérieurs, le négationnisme et l'apologie parfois grotesques, mais tacitement autorisés par le traité, prévalent toujours largement. »

## Historiographie
La communauté des historiens qualifie ces événements de génocide,,,,,. Plusieurs historiens et spécialistes de la Shoah, dont Elie Wiesel et Yehuda Bauer, ont fait connaître publiquement leur position le 9 juin 2000 dans le New York Times, pour déclarer « incontestable la réalité du génocide arménien et inciter les démocraties occidentales à le reconnaître officiellement ». L'Institut de l'Holocauste et des génocides (situé à Jérusalem), et l'institut pour l'étude des génocides (situé à New York) ont établi comme un fait historique le génocide arménien.
Pierre Vidal-Naquet, grande figure de la lutte contre le négationnisme, affirme « qu'il est évident que dans le cas du massacre des Arméniens, l'État turc est négationniste » dénonçant dans le même temps, avec d'autres historiens de renom, « les interventions politiques de plus en plus fréquentes dans l'appréciation des événements du passé et par les procédures judiciaires touchant des historiens […] », rappelant que « dans un État libre, il n'appartient ni au Parlement ni à l'autorité judiciaire de définir la vérité historique ».
Cette analyse historique du génocide arménien s'est construite sur la base des témoignages des survivants, ainsi que des observateurs étrangers, et s'est enrichie grâce à l'ouverture progressive des archives officielles ottomanes. L'examen de ces archives a permis aux historiens d'affiner la connaissance sur les responsabilités. Ainsi, la responsabilité du génocide (conception, préméditation, organisation et exécution) est essentiellement attribuée aux officiels issus du parti des Jeunes-Turcs Ittihadistes, le rôle de ce parti des Jeunes-Turcs étant assimilable à celui des nazis en Allemagne pendant la Seconde Guerre mondiale. Cependant, les archives du comité central, du triumvirat au pouvoir du comité union et progrès ont disparu, de même la totalité des échanges télégraphiques relatifs au génocide, des documents liés à l'Organisation spéciale ont été brûlés. Plus récemment, Nabil Na'eem, fondateur du parti égyptien Jihad Démocratique, accuse la Turquie d'être à l'origine de l'incendie en novembre 2011 par les frères musulmans des archives nationales égyptiennes dans le but d'en éliminer tout document relatif au génocide arménien.
L'État turc et une « poignée d'historiens aux ordres » ont développé des études niant le génocide arménien. Ces historiens turcs ou s'intéressant à l'histoire ottomane et/ou turque refusent la qualification de génocide à ces événements ; ils se contentent de parler de massacres plus ou moins spontanés et de déportations rendues nécessaires par les circonstances, et minimisent également le nombre de victimes. Même si de nombreux pays et instances gouvernementales ou religieuses dans le monde les ont officiellement définis comme génocide, la Turquie continue à contester l'ampleur de ce qu'elle appelle des « tueries » ou « le prétendu génocide arménien », ajoutant qu'il y a aussi eu beaucoup de Turcs massacrés durant cette période. Cette position est dénoncée tant par les survivants que par la communauté des historiens en général.
Par ailleurs, l'Association internationale des historiens spécialisés dans l'étude des génocides (International Association of Genocide Scholars), représentant la majorité des historiens européens et d'Amérique du Nord, a publié une lettre ouverte adressée au Premier ministre turc le 13 juin 2005 afin de lui rappeler que ce n'était pas seulement la communauté arménienne, mais des centaines d'historiens, de nationalités différentes, indépendants de tout gouvernement, qui avaient étudié et établi la réalité du génocide arménien :

« Nier la réalité factuelle et morale du génocide arménien relève non pas de l'étude historique mais d'une propagande destinée à affranchir les coupables de leurs responsabilités, en accusant les victimes, et en effaçant la signification morale de leurs crimes. »

## Commémoration du génocide

### Journée de commémoration le 24 avril
La journée de commémoration du génocide arménien est fériée en Arménie et dans le Haut-Karabagh. Elle est également l'occasion de commémorations par la diaspora arménienne à travers le monde,. À Erevan, un défilé rassemble traditionnellement des centaines de milliers de personnes jusqu'à Tsitsernakaberd, mémorial du génocide. La date a d'abord été choisie par les Arméniens du Liban pour célébrer le 50e anniversaire du génocide arménien en 1965. Le même jour, une manifestation regroupant plus de 100 000 personnes se déroule à Erevan. En Arménie soviétique, la date du 24 avril devient officiellement jour de commémoration du génocide en 1988. La journée du 24 avril est également l'occasion de la commémoration du génocide assyrien.
Le 9 avril 1975, la Chambre des représentants des États-Unis adopte la résolution no 148 adoptant la date du 24 avril, comme la « journée nationale de commémoration de l'inhumanité de l'Homme contre l'Homme ». La résolution insiste sur les victimes de génocides, en particulier celles du génocide arménien. Toutefois, la résolution ne passe pas l'étape du comité judiciaire du Sénat des États-Unis en raison de la forte opposition du président Gerald Ford qui la considère comme une atteinte à l'alliance stratégique avec la Turquie. En 1997, l'Assemblée de l'État de Californie fait du 24 avril le jour du souvenir du génocide arménien ainsi que celui des victimes du pogrom de Soumgaït de 1988 et de celui de Bakou en 1990.
Dans la diaspora, les commémorations le jour du 24 avril sont popularisées grâce à des actions contre la Turquie initiées par des mouvements comme l'Asala ; ainsi en 1981, la journée du 24 avril rassemble plus de 10 000 personnes en France. Chaque année, les commémorations dans la diaspora se font par des rassemblements autour de monuments dédiés aux victimes du génocide arménien.

### Monuments commémoratifs
Le processus de mémoire, notamment celui de la diaspora, s'est accompagné de la réalisation de mémoriaux à travers le monde. Ce sont parfois des sculptures. Parfois également des khatchkar.
Le premier mémorial du génocide fut réalisé en 1919 durant l'occupation européenne de Constantinople à l'emplacement de la future place Taksim (où se trouvait alors un cimetière arménien). Il fut détruit en 1922.
Par la suite, les premiers mémoriaux sont réalisés dans les années 1960 à l'occasion du cinquantième anniversaire, en Inde, aux États-Unis à Montebello, en Arménie soviétique également, à Etchmiadzin d'abord puis surtout à Tsitsernakaberd. À Deir ez-Zor (Syrie), principal site d'extermination des arméniens, un mémorial du génocide arménien a été érigé en 1990 et dynamité par l'État islamique en 2014.
En France, le premier mémorial est réalisé à Décines-Charpieu près de Lyon, (il est inauguré en 1972, peu avant celui de Marseille en février 1973).

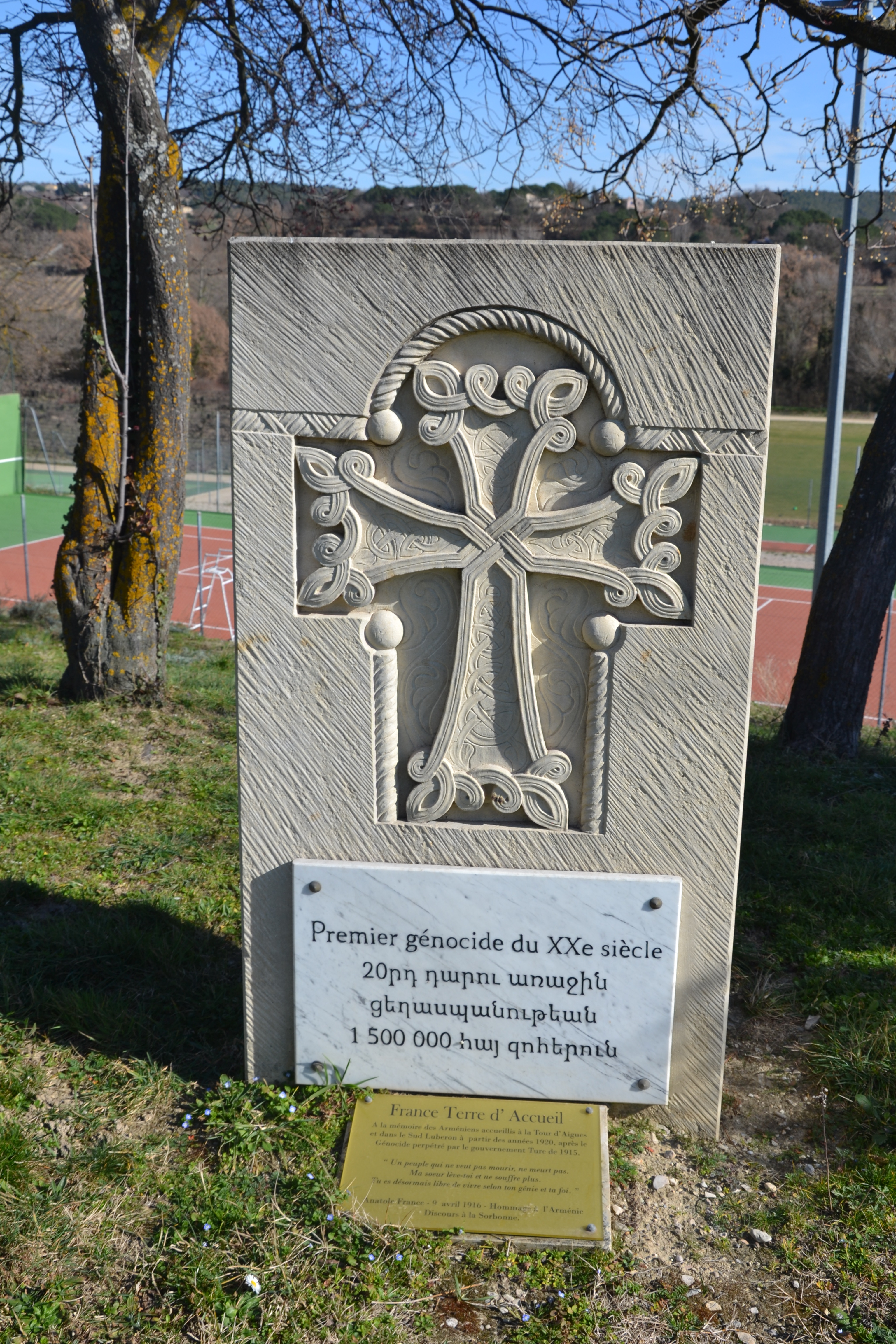
Stèle au génocide arménien à La Tour-d'Aigues
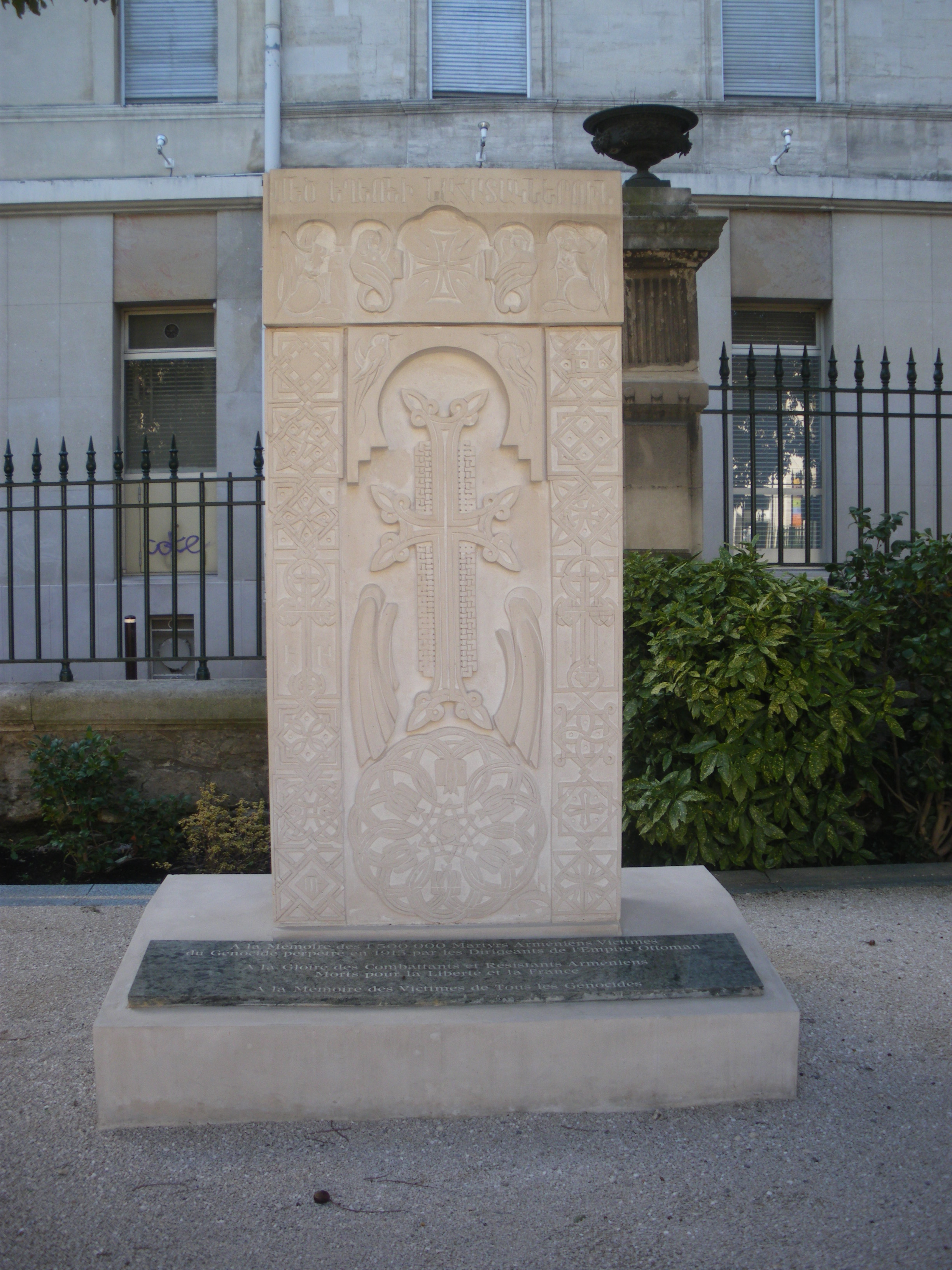
Mémorial aux martyrs arméniens à Avignon.
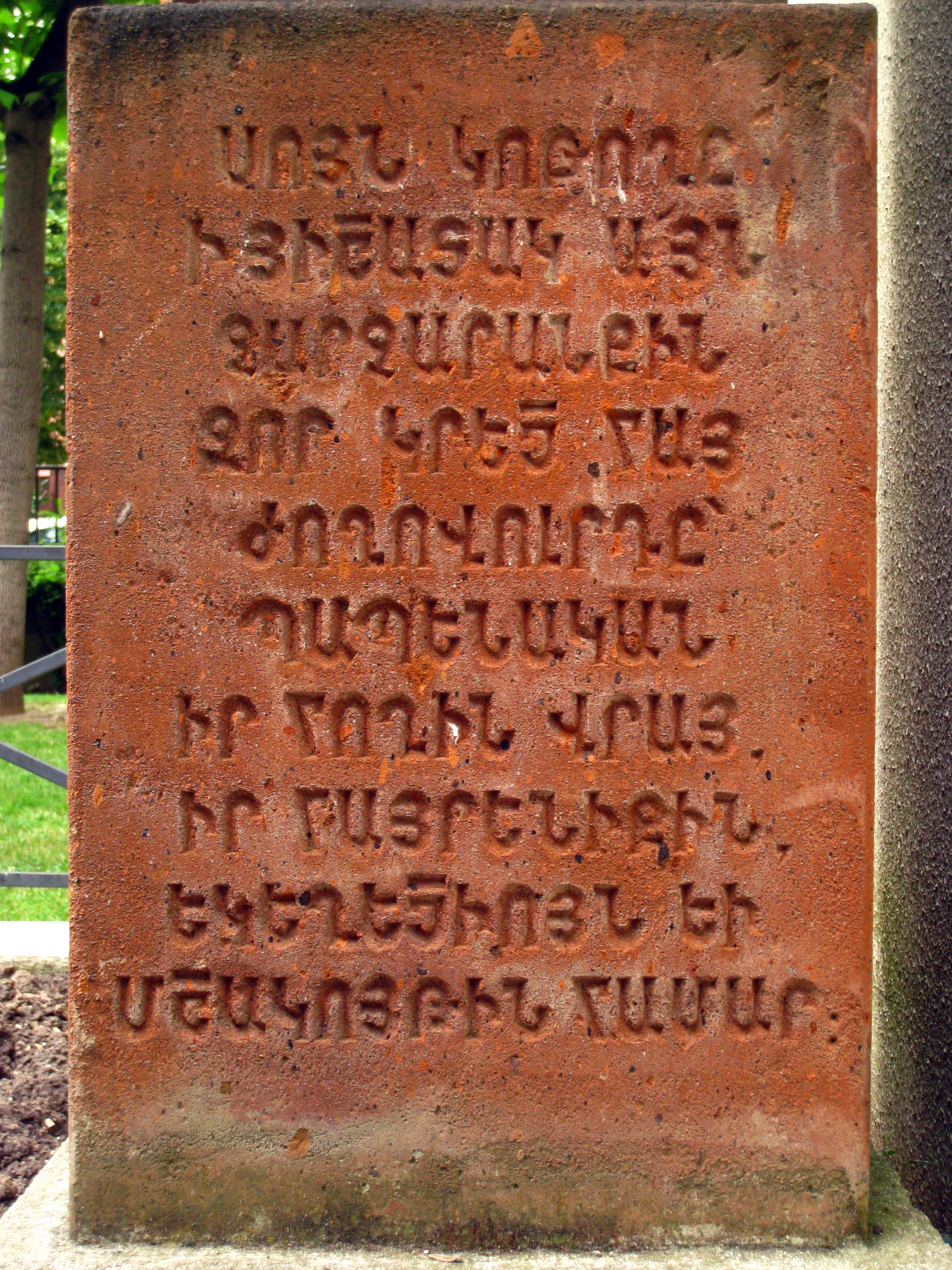
Plaque commémorative à Charenton-le-Pont (Val-de-Marne).
Monument commémoratif du génocide arménien profané à Cardiff (pays de Galles) en 2008.

### Génocide des Arméniens dans la culture

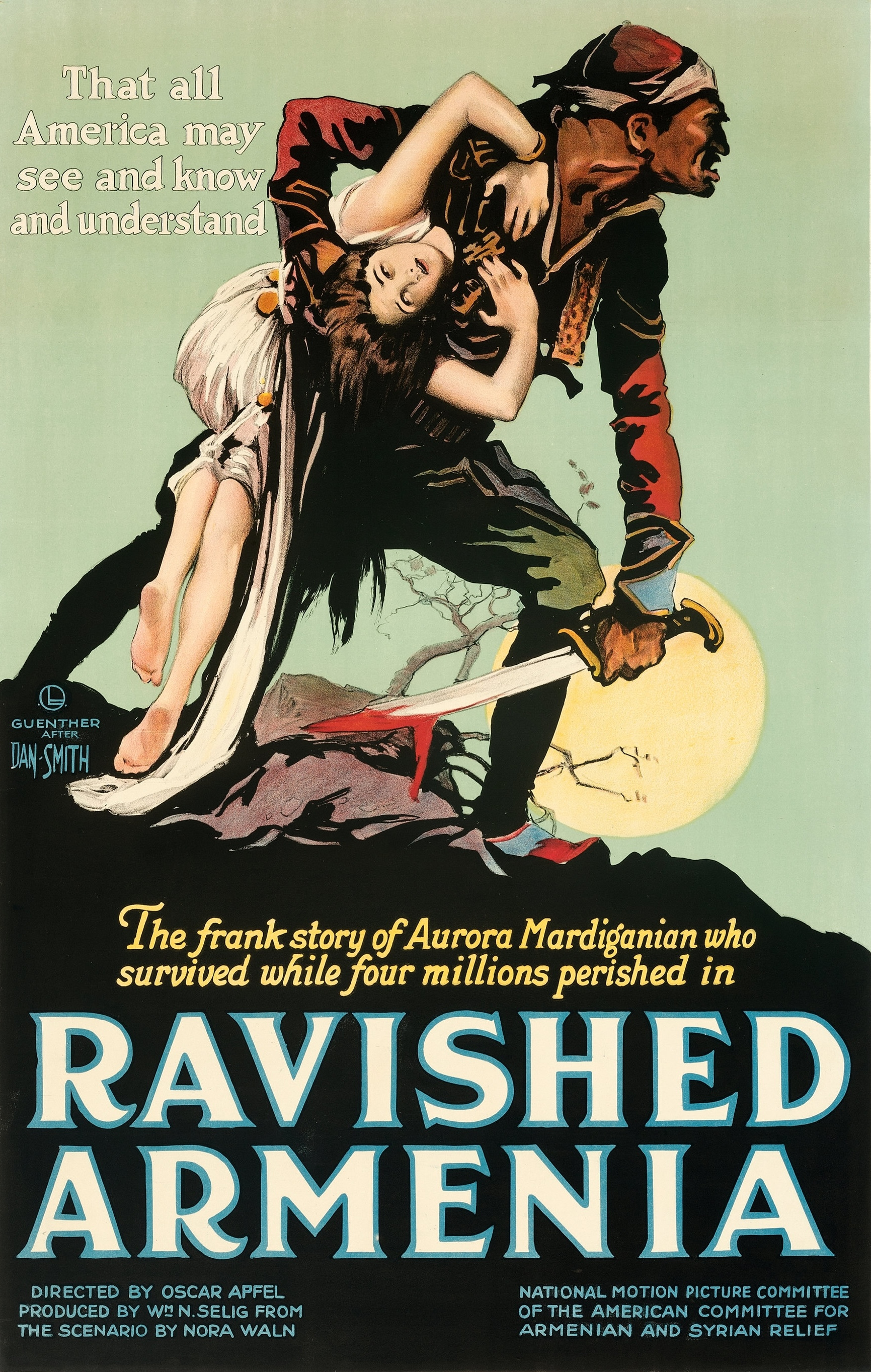
Affiche du film américain Ravished Armenia de 1919, d'après le témoignage d'Aurora Mardiganian.

Outre les témoignages publiés dès la fin des années 1910, le génocide arménien est un thème littéraire depuis au moins 1933 et Les Quarante Jours du Musa Dagh de Franz Werfel. Dans la diaspora, la thématique apparaît en filigrane de l'œuvre de William Saroyan. Dans les années 1980, le génocide est au cœur du Barbe Bleue de Kurt Vonnegut. En bande dessinée, une production assez importante existe depuis au moins les années 2000 : on peut notamment citer la série Le Cahier à fleurs de Laurent Galandon et Viviane Nicaise ou encore le 5e tome de la série Le Décalogue de Frank Giroud et Bruno Rocco, Le Vengeur, dans lequel est notamment retranscrite une genèse de l'assassinat de Talaat Pacha par Soghomon Tehlirian. Dans la peinture, c'est particulièrement l'œuvre abstraite de Arshile Gorky qui est mise en exergue, le génocide apparaissant en filigrane d'une grande partie de son travail.
Au cinéma, et contrairement aux disciplines précitées, le traitement artistique du génocide a été plus précoce notamment avec le film Ravished Armenia, d'après le récit d'Aurora Mardiganian, qui obtenu un certain succès populaire, ceci dès 1919. On peut également citer dans l'histoire du cinéma : America, America d'Elia Kazan, Mayrig d'Henri Verneuil, Ararat d'Atom Egoyan, The Cut de Fatih Akın dont la sortie est concomitante au centenaire du génocide arménien en 2015, Aurora's sunrise (Aurora l'étoile arménienne en français) d'Inna Sahakyan en 2020.
Dans la musique, outre l'œuvre de Komitas, on peut citer la chanson Ils sont tombés de Charles Aznavour enregistrée à la date précise de l'anniversaire des soixante ans de la rafle de Constantinople de 1915. Dans les années 2000, le génocide est régulièrement évoqué dans les chansons et les prestations scéniques du groupe System of a Down, dont les membres sont tous des descendants de survivants.

### Canonisation des martyrs
Le jeudi 23 avril 2015, lors d'une célébration du centenaire du génocide, le catholicos Garéguine II Nersissian procède à la canonisation des martyrs morts durant le génocide. De toute la chrétienté depuis ses origines, il s'agit de la canonisation la plus importante en nombre de personnes jamais effectuée,. La dernière canonisation ayant eu lieu dans l'Église apostolique arménienne avant celle-ci remonte au XVe siècle. Il s'agit de celle de Grégoire de Tatev.

## Reconnaissance et négation du génocide
La question de la reconnaissance du génocide arménien, peu évoquée durant une grande partie du XXe siècle, a été ravivée d'abord par l'apparition du terrorisme arménien durant les années 1970 (notamment par le CJGA et l'ASALA), puis à l'occasion de l'ouverture de négociations entre l'Union européenne et la Turquie en vue d'une adhésion éventuelle de celle-ci. Le Parlement européen a reconnu le génocide arménien le 18 juin 1987. Cette question est fréquemment abordée lors des débats concernant la conformité de la politique de l'État turc avec les valeurs morales de l'Union et, en particulier, son attachement au respect des droits de l'homme.

### Reconnaissance internationale

La reconnaissance politique du génocide arménien dans le monde.
Pays reconnaissant officiellement le génocide arménien.
Pays neutres ou n'ayant pas fait de déclaration officielle.
Pays niant explicitement le génocide arménien.

Les pays ayant reconnu le génocide arménien sont au nombre de trente-trois en septembre 2023 : l'Uruguay, Chypre, les États-Unis,,, la Russie,, la Grèce, la Belgique, la Suède, le Liban, le Vatican, la France, la Suisse,, l'Argentine,, l'Arménie, l'Italie, les Pays-Bas,, la Slovaquie,, le Canada,, la Pologne, la Lituanie, le Venezuela, le Chili, le Brésil, le Paraguay, la Bolivie, la République tchèque,, l'Autriche, le Luxembourg, la Syrie,, la Bulgarie, l'Allemagne, le Portugal, le Mexique, et la Lettonie,.

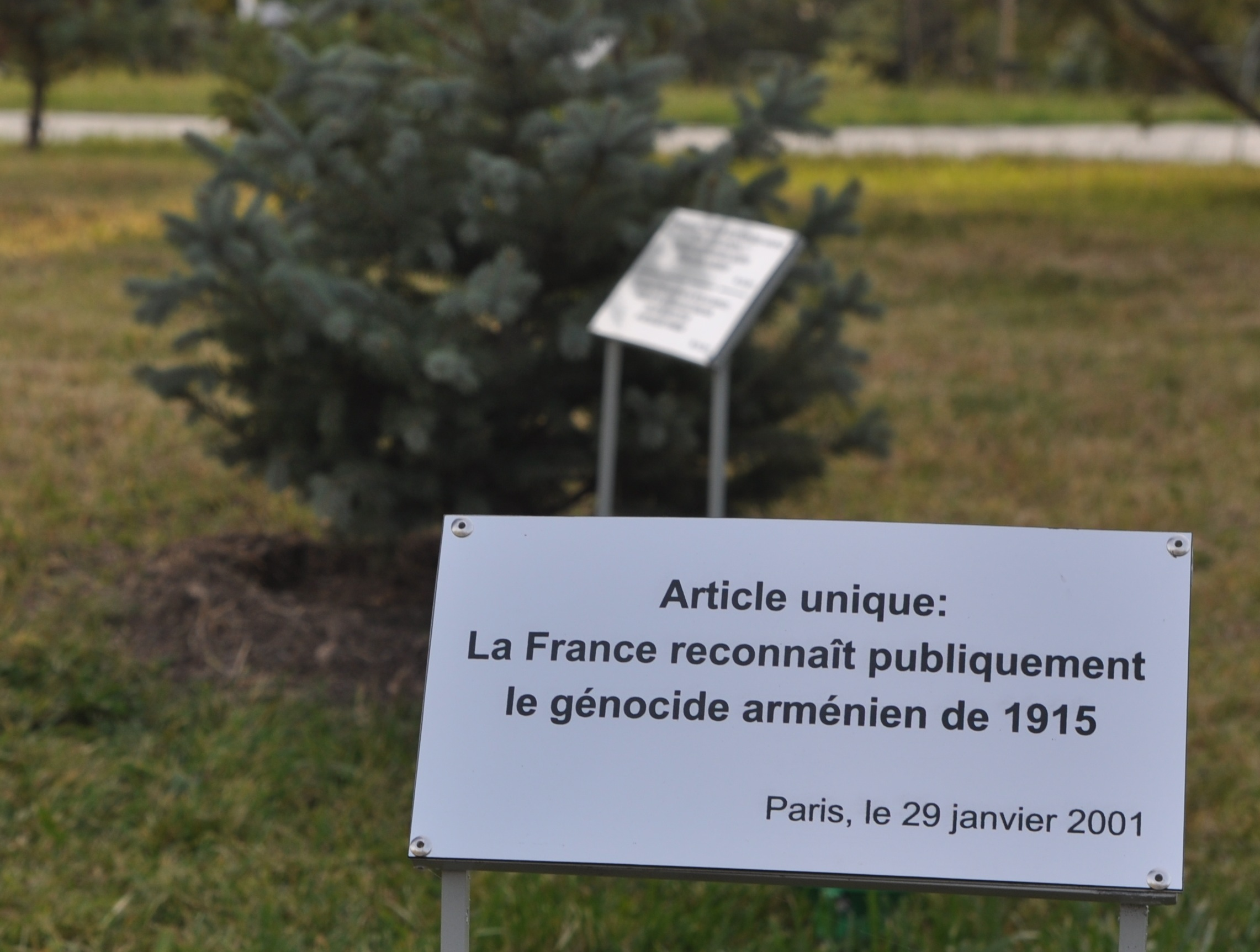
Plaque de la reconnaissance du génocide arménien au mémorial de Yerevan.

Certaines institutions ou organisations internationales et régionales ont également reconnu le génocide : c'est le cas du parlement européen,,, du Conseil de l'Europe, du Mercosur, du Parlement latino-américain, du Conseil œcuménique des Églises et du Tribunal permanent des peuples.
En ce qui concerne l'ONU le rapport Whitaker préconise à la sous-commission de l'Organisation des Nations unies pour la prévention des droits de l'homme et la protection des minorités de reconnaître le caractère génocidaire de plusieurs massacres dont celui contre les Arméniens,,. Toutefois, la question a donné lieu à des controverses, qui ont abouti de facto à ce qu'aucun massacre antérieur à 1948 n'est jusqu'ici qualifié de génocide par l'ONU[réf. nécessaire].
Après la Chambre des représentants par 405 voix sur 435, le Sénat américain adopte à l'unanimité le 12 décembre 2019 une résolution reconnaissant le génocide arménien qui appelant à « commémorer le génocide arménien » et à « rejeter les tentatives (…) d’associer le gouvernement américain à la négation du génocide arménien ». Le 24 avril 2021, Joe Biden reconnaît le génocide arménien. C'est le premier président américain à le faire.

### Reconnaissance d'institutions religieuses
Parmi les institutions religieuses qui ont reconnu le génocide arménien, on compte l'Église catholique et l'Église orthodoxe russe,. Certains responsables religieux musulmans, comme Hussein ben Ali ou Salim al-Bishri, recteur de l'université al-Azhar ont pu adopter des positions hostiles aux massacres et au génocide visant les Arméniens ou même aider les victimes,,,,.
Le 12 avril 2015, le pape François déclare lors de la messe célébrée à l'occasion du centenaire du génocide arménien au Vatican : « Notre humanité a vécu, le siècle dernier, trois grandes tragédies inouïes : la première est celle qui est généralement considérée comme « le premier génocide du XXe siècle » ; elle a frappé votre peuple arménien — première nation chrétienne —, avec les Syriens catholiques et orthodoxes, les Assyriens, les Chaldéens et les Grecs ». Le Pape proclame également à cette occasion Grégoire de Narek, saint d'origine arménienne, 36e docteur de l'Église,.

### Pays refusant de reconnaître le génocide arménien
Plusieurs pays refusent de considérer les massacres arméniens comme un génocide : la Turquie, l'Azerbaïdjan et le Pakistan. La question de la reconnaissance officielle du génocide est en outre très politisée. Les observateurs considèrent que les pays la refusant cherchent uniquement à préserver de bonnes relations avec la Turquie.

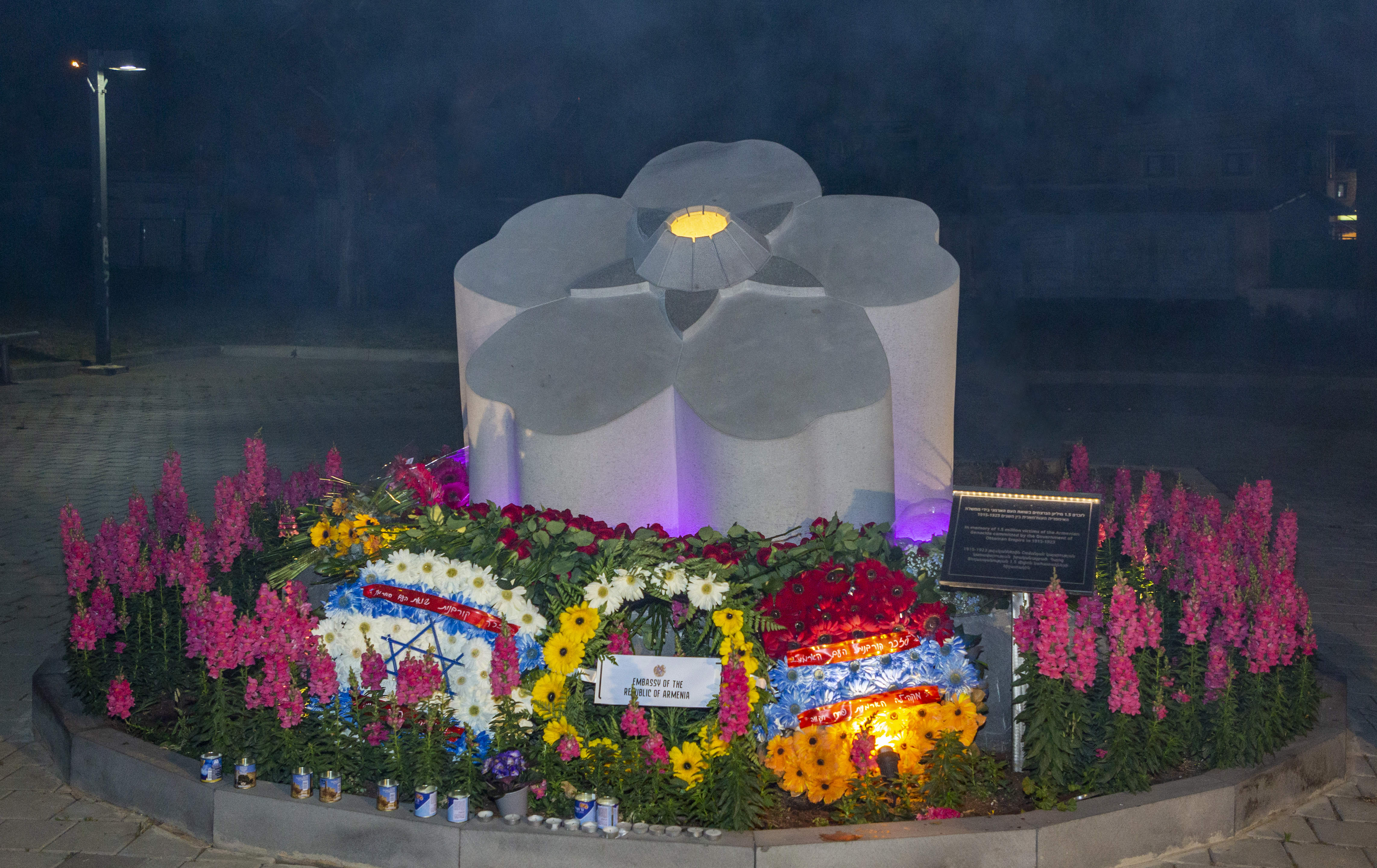
Mémorial arménien à Petah Tikva (2021).

Dans le cas d’Israël - et bien que des Juifs du Yishouv aient vivement dénoncé ce génocide en leur temps,, -, il s'agit pour le gouvernement contemporain non seulement de ne pas s'aliéner son partenaire turc et éviter une crise diplomatique, mais aussi l’Azerbaïdjan, autre allié stratégique d’Israël, qui est en guerre contre l'Arménie. Parallèlement, l’État d’Israël a toujours reconnu partiellement le génocide arménien, en en parlant notamment comme du « traumatisme arménien » ; des ministres successifs reconnaissent plus formellement ce génocide ou assistent à ses commémorations, ; des sites commémoratifs existent en plusieurs lieux sur le territoire israélien ; la commission de l'éducation, de la culture et des sports de la Knesset reconnaît ce génocide ; des débats ont lieu chaque année à ce sujet ; des députés de la plupart des factions de la Knesset accordent une grande importance à la reconnaissance du génocide, en raison du sort commun que le peuple juif partage avec les Arméniens ; si les manuels scolaires approuvés par le ministère de l’Éducation israélien ne font pas référence aux événements comme « Shoah », « Holocauste » ou « génocide » mais comme « massacres », « pogroms » ou « tragédies », une exception existe à travers la série de manuels d’histoire du lycée de l’Académie militaire israélienne qui utilise les termes « génocide » et « Holocauste arménien ». Toutefois, des manifestations ou programmes télévisuels ou artistiques doivent souvent être annulés sous pression turque,. Le 9 mars 2024, sur fond d'attaque du président turc Recep Erdogan dans laquelle, après avoir soutenu le Hamas, il a qualifié le gouvernement israélien de « nazis des temps modernes », le Premier ministre Benjamin Netanyahu publie une déclaration dans laquelle il accuse Erdogan de nier notamment l'« Holocauste arménien »,.

### Position turque

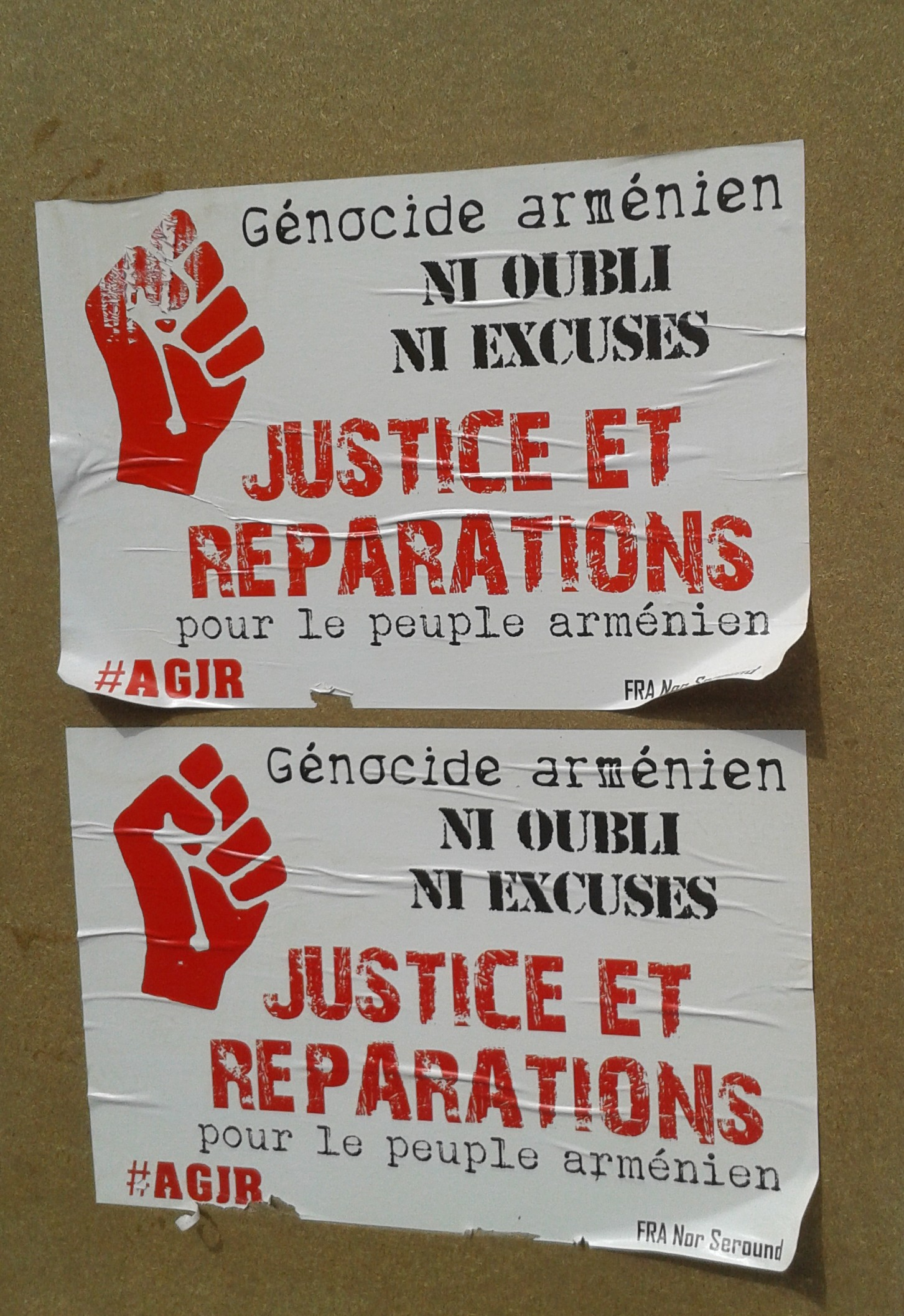
Affiche revendicatrice apposée sur un mur de Paris, 2015.

Le gouvernement turc actuel maintient une position ferme de refus de la reconnaissance du génocide et condamne vivement toute reconnaissance du génocide par des gouvernements ou parlements étrangers. Le gouvernement turc ne niait pas le génocide directement après la Première Guerre mondiale,. Il est présenté comme une cruelle conséquence de la guerre, appelée tragédie de 1915, et non comme un acte volontaire et formalisé.

#### Enjeux pour la Turquie
Au-delà des implications morales et psychologiques, aussi bien pour les États que pour les descendants des populations impliquées, la reconnaissance officielle d'un génocide en 1915-1916 implique des enjeux financiers et territoriaux importants pour la Turquie. En effet, reconnaître le génocide arménien ouvrirait la voie à des demandes de dommages et intérêts auxquelles la Turquie ne veut pas céder,. La Turquie pourrait être contrainte à payer une indemnisation pour les préjudices humain, moral et matériel (comme l'Allemagne a dû le faire après la Shoah), voire de restituer des territoires à l'Arménie (le traité de Sèvres, mis à mal par le génocide puis par le traité de Brest-Litovsk, donnait à l'Arménie des territoires situés sur l'actuelle Turquie, mais aussi en Azerbaïdjan et en Géorgie,).
Selon Taner Akçam, les coupables du génocide font partie des fondateurs de la république de Turquie née sept ans plus tard et le gouvernement turc ne peut donc pas « accepter que parmi « les grands héros qui ont sauvé la patrie » certains ont été des assassins ». Reconnaître le génocide arménien reviendrait à remettre en cause les fondements de l'identité nationale turque, parce que ce serait admettre que la république turque a été créée à partir de l'élimination systématique des Arméniens et de la spoliation de leurs biens,.

#### Position officielle

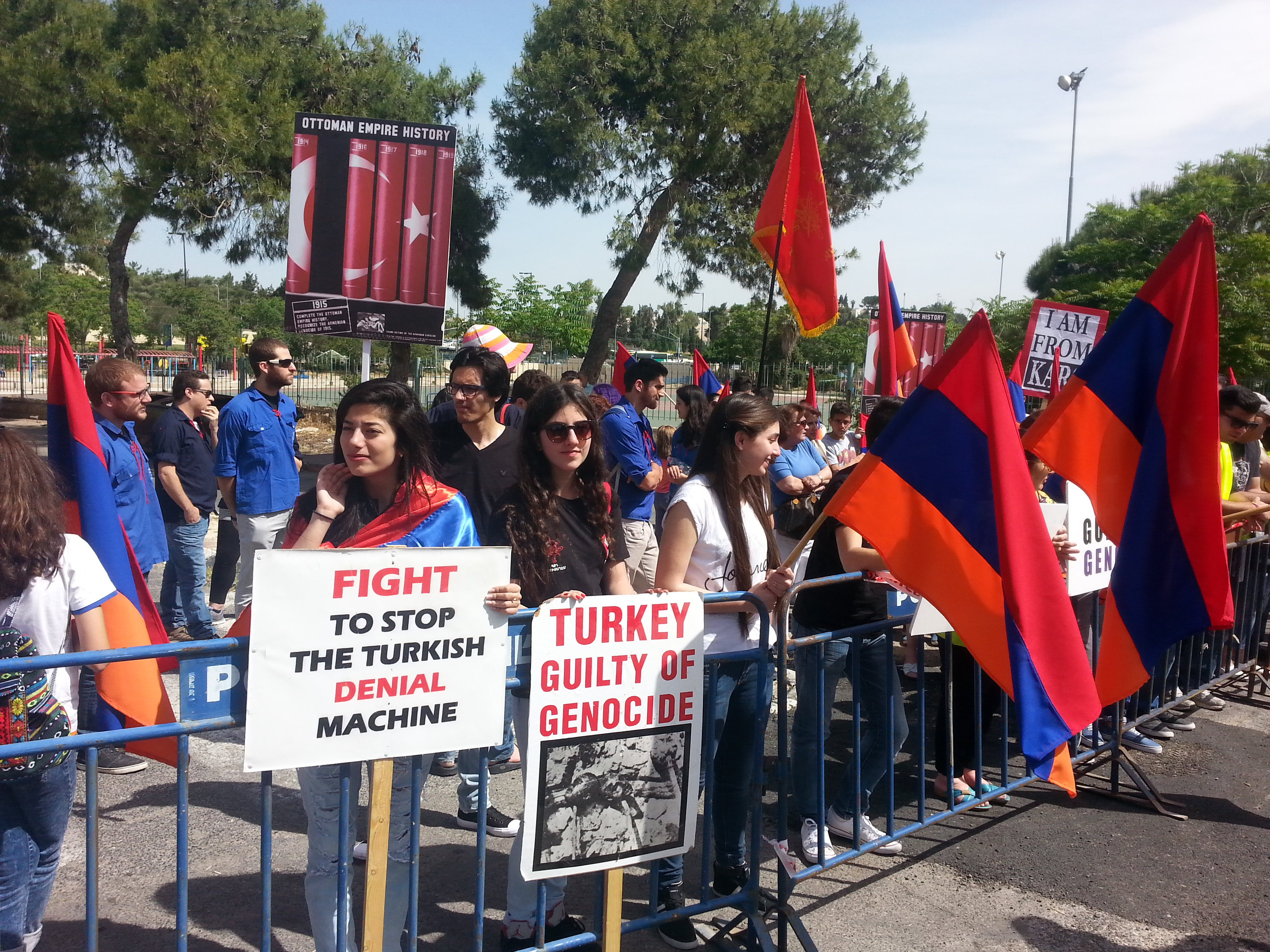
En 2016, à l'occasion du jour du Souvenir, manifestation de la communauté arménienne en Israël devant le consulat de Turquie à Jérusalem pour dénoncer la négation du génocide.

Aujourd'hui, la République turque refuse de reconnaître l'existence du génocide arménien et qualifie les événements de 1915-1916 de « Sözde Ermeni Soykırımı » (« prétendu génocide arménien »). Le nouveau Code pénal, censé rapprocher la Turquie des standards européens en matière de droits de l'homme, a été dénoncé par plusieurs organisations internationales dont Reporters sans frontières et Amnesty International, notamment à cause de son article 305 qui punit de trois ans à dix ans de prison et d'une amende tous « actes contraires à l’intérêt fondamental de la nation » ; la peine peut être étendue à quinze ans de prison si cette opinion est exprimée dans la presse. Des notes explicatives du projet indiquent que cela pourrait, entre autres, s'appliquer aux revendications concernant le génocide arménien. Le parlement britannique a, pour sa part, considéré qu'aucune mention du « génocide arménien » n'était faite dans cet article du Code pénal. Mais des procès récents faits à des personnes s'exprimant au sujet du génocide des Arméniens (notamment Orhan Pamuk, cf. infra), montrent que le Code pénal turc (article 301) permet de poursuivre des défenseurs des droits humains, des journalistes et d'autres membres de la société civile exprimant pacifiquement une opinion dissidente,.
Depuis 1993, un chapitre des manuels scolaires d'histoire est consacré aux arguments réfutant les allégations de génocide. En 2003, une circulaire du ministère de l'Éducation invite les enseignants à « dénoncer les prétentions des Arméniens ». Des concours de dissertation sont organisés dans les écoles, y compris dans les quelques écoles arméniennes qui subsistent à Istanbul. La presse turque finit par s'en émouvoir. Le ministère turc de la Culture défend sur son site internet la version négationniste de l'Histoire. L'argumentation en faveur d'une non-reconnaissance de la qualification de génocide repose essentiellement sur trois axes : une contestation de l'ampleur du nombre de victimes, la remise en cause d'une préméditation de la part du gouvernement Jeune-Turc, le retournement de la culpabilité (les Arméniens sont responsables de ce qui leur est arrivé).
En avril 2005, le Premier ministre turc Recep Tayyip Erdoğan a proposé au président arménien Robert Kotcharian de mettre en place une commission d'historiens. Le ministre arménien des Affaires étrangères Vardan Oskanian avait répondu en voyant dans la proposition de création de commission de la Turquie une volonté de « réécrire son histoire de manière éhontée et de vouloir la propager dans les autres pays ». Même si le gouvernement turc affirme dans le même temps avoir ouvert toutes ses archives, cette affirmation n'a jamais pu être accréditée par des historiens indépendants,.
Pour la première fois le 23 avril 2014, le Premier ministre du pays, Recep Tayyip Erdoğan, adresse, dans un communiqué, les condoléances d'Ankara aux « petits-fils des Arméniens tués en 1915 ». Cela est considéré par certains comme « un premier pas historique vers la reconnaissance du génocide arménien par la Turquie »,. Le texte indique que « C'est un devoir humain de comprendre et de partager la volonté des Arméniens de commémorer leurs souffrances pendant cette époque » puis que « Nous [la Turquie] souhaitons que les Arméniens qui ont perdu la vie dans les circonstances du début du XXe siècle reposent en paix et nous exprimons nos condoléances à leurs petits-enfants ». Cette position est toutefois remise en question par sa déclaration du 24 avril 2019, dans laquelle il fait l'apologie du génocide en déclarant que la décision de déporter la population arménienne était « raisonnable » pour l'époque.

#### Opinion publique turque
Les populations kurdes reconnaissent très majoritairement la réalité du génocide. C'est notamment le cas du Parti démocratique des peuples (HDP), considéré comme « pro-kurde », et du Parti des travailleurs du Kurdistan (PKK), dont le chef emprisonné Abdullah Öcalan a pris la plume dans ce sens, alors qu'une partie de la presse turque l'affuble d'ailleurs du sobriquet « graine d’Arménien ». Le sociologue Adnan Celik relève au terme d'une enquête réalisée à Diyarbakır et dans ses environs qu'il « est frappant d’observer à quel point la mémoire des Kurdes à propos des lieux des massacres coïncide avec le témoignage des Arméniens. » L'église Saint-Cyriaque a été restaurée et rouverte au culte chrétien en 2011 avant que le gouvernement de Recep Tayyip Erdoğan ne décide de l'expropriation de tout le centre-ville au nom de la lutte contre le terrorisme kurde, en 2016.
Une information libre et objective sur le sujet est impossible en Turquie. Ainsi, lorsque l'écrivain Orhan Pamuk a déclaré en 2005 à un quotidien suisse, qu'« un million d'Arméniens et trente mille Kurdes ont été tués en Turquie », un sous-préfet de Sütçüler (région d'Isparta, dans le sud-ouest) a ordonné la destruction de tous ses livres. Le 16 décembre 2005, le procès d'Orhan Pamuk s'ouvre à Istanbul pour ces propos considérés comme une « insulte à l'identité nationale turque » et passibles à ce titre de six mois à trois ans de prison ; la justice turque abandonne néanmoins les poursuites le 23 janvier 2006.

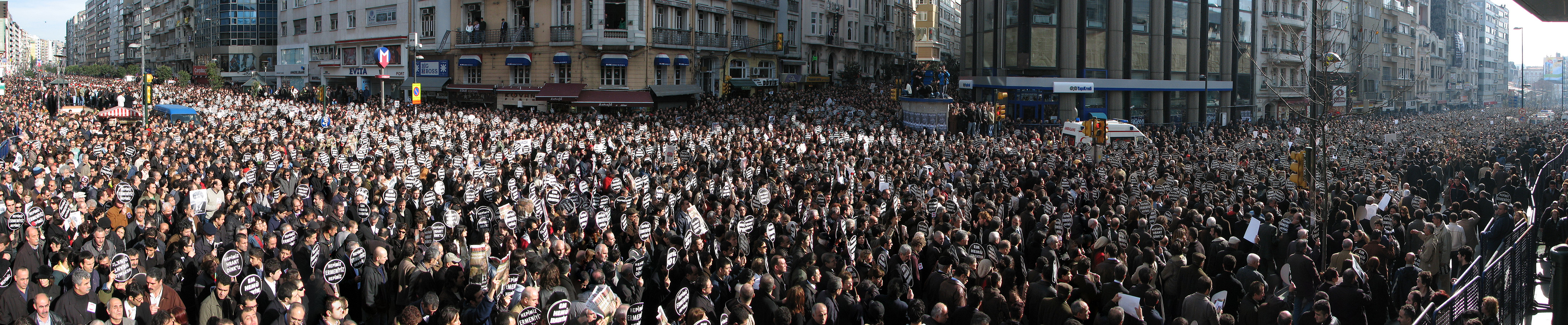
Manifestation à Istanbul après l'assassinat de Hrant Dink (2007). Près de 100000 participants défilent avec des pancartes « Nous sommes tous Hrant Dink » et « Nous sommes tous arméniens ».

Le 19 janvier 2007, Hrant Dink, rédacteur en chef de la revue arménienne d'Istanbul Agos et principal promoteur de la reconnaissance du génocide en Turquie, est assassiné par un jeune nationaliste. Près de cent mille manifestants descendent dans les rues d'Istanbul à l'occasion de ses funérailles, brandissant des pancartes proclamant « nous sommes tous des Arméniens », une première en Turquie où le discours restait jusqu'alors fortement imprégné par la position officielle du gouvernement.
De même, de plus en plus d'Arméniens islamisés se révèlent et revendiquent pleinement leur origine, comme l'avocate et femme de lettres turque Fethiye Çetin, qui a appris à l'âge de 24 ans que sa grand-mère était d'origine arménienne, rescapée du génocide, et révèle son histoire dans un roman autobiographique paru en 2004, Le Livre de ma grand-mère. En 2013, Laure Marchand et Guillaume Perrier publient La Turquie et le fantôme arménien qui analyse l'étendue du phénomène des Arméniens cachés en Turquie, appelés sous l'expression « les restes de l'épée ».
« L’historien Ara Sarafian estime qu’entre 100 000 et 200 000 femmes et enfants arméniens ont échappé à la mort ou à la déportation dans le désert durant le génocide de 1915. Les uns cachés — par des « Justes » turcs —, les autres kidnappés, adoptés ou épousées. Pour parler de ces survivants, les Ottomans utilisaient une formule glaçante : « les restes de l’épée ». Mais pendant des années, les historiens turcs et arméniens n’ont dit mot de ces « crypto-Arméniens ». ».
Néanmoins, certains intellectuels, personnalités, militants des droits de l'Homme ou professeurs turcs s'inscrivent en faux contre la version historique établie par Ankara. Parmi les universitaires, on peut citer Taner Akçam qui considère que les coupables du génocide font partie des fondateurs de la république de Turquie née sept ans plus tard et que le gouvernement turc ne peut donc pas « accepter que parmi « les grands héros qui ont sauvé la patrie » certains ont été des assassins ». Il a été le premier Turc à avoir ouvert les archives ottomanes et reconnaître le génocide.
Le 15 décembre 2008, quatre intellectuels, Cengiz Aktar, Ali Bayramoglu, Ahmet İnsel et Baskın Oran, lancent la pétition özür diliyorum (« Nous leur demandons pardon »). Les auteurs, défenseurs de la cause depuis longtemps, travaillent depuis deux ans sur cette pétition qui vise à une reconnaissance par l'État turc du génocide arménien. Le texte dit : « Ma conscience ne peut accepter que l’on reste indifférent à la Grande Catastrophe que les Arméniens ottomans ont subi en 1915, et qu’on le nie. Je rejette cette injustice et, pour ma part, je partage les sentiments et les peines de mes sœurs et frères arméniens et je leur demande pardon ». Événement sans précédent en Turquie, le texte a recueilli plus de mille signatures d'intellectuels, d'artistes et universitaires turcs le jour même de son lancement. Les dix mille signatures sont atteintes deux jours plus tard. Mais des sites « concurrents » refusant de présenter des excuses, niant le génocide ou dénonçant au contraire l'attitude supposée arménienne durant la Première Guerre mondiale, ont rapidement vu le jour et récolté également de nombreuses signatures. Selon un sondage de janvier 2015, moins de 10 % des Turcs sont favorables à une reconnaissance du génocide arménien par la Turquie.
En 2018, la Fédération des Alévis de France et celle d'Allemagne organisent un voyage en Arménie pour se rendre devant des lieux de mémoire du génocide arménien à Erevan et ainsi montrer leur soutien à la cause arménienne. Les Alévis, qui eux-mêmes ont été massacrés plusieurs fois sous l'Empire ottoman et la République turque pour leur prétendue hérésie religieuse, partagent des points communs avec les Arméniens dont un bon nombre — environ trente mille personnes — ont été sauvés par cette communauté durant cette période, notamment dans la province de Tunceli. La Fédération de l'union des alévis de France prévoit par ailleurs de construire un monument en Arménie à l'amitié entre les Alévis et les Arméniens.

### Articles connexes

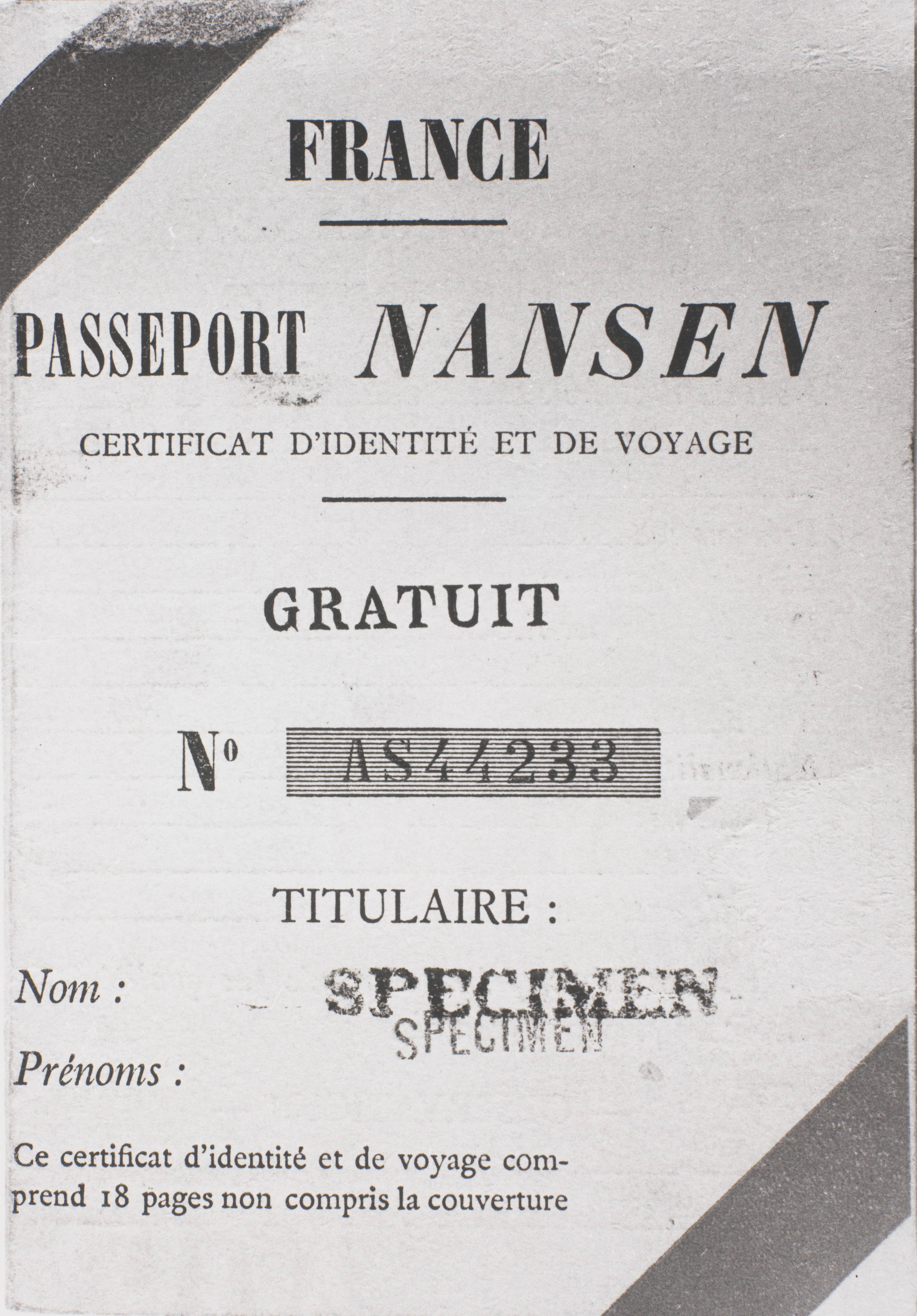
Passeport Nansen, pour les apatrides.

#### Société

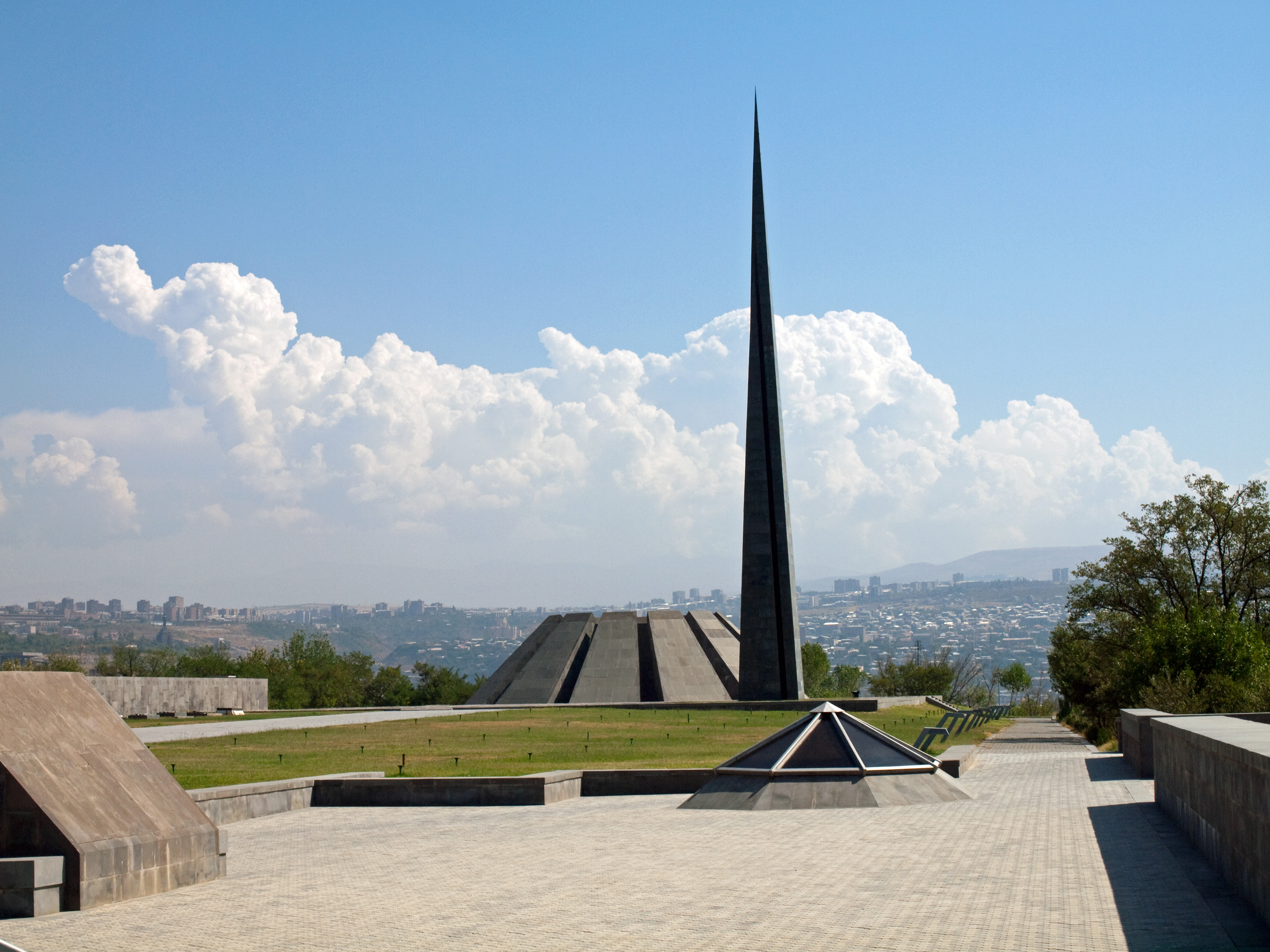
Mémorial dédié aux victimes du génocide arménien, à Erevan.

### Position arménienne
La république d'Arménie, n'existant pas en tant qu'État au moment du génocide, possède très peu d'archives propres sur le génocide. Elles se trouvent soit à Moscou, soit à Jérusalem au sein du Patriarcat arménien de Jérusalem, dont les archives ont été découvertes seulement en 1967. Ces dernières contiennent de nombreux documents sur les cours martiales ottomanes de 1919.
La république d'Arménie soutient officiellement la reconnaissance internationale du génocide arménien, se fondant sur les travaux de la communauté des historiens, et déléguant le travail de lobbying à la diaspora dispersée à travers le monde. Les rapports avec la Turquie sont toujours tendus, caractérisés par un blocus conjoint turc et azéri à la suite de la guerre du Haut-Karabagh, et l'absence de relations diplomatiques, malgré une tentative de réconciliation turco-arménienne en 2008 soutenue par les puissances occidentales, qui échoua en raison de la situation au Haut-Karabagh ainsi que la position négationniste de la Turquie,. Les protocoles turco-arméniens de 2008 sont définitivement enterrés en février 2015, après qu'Erdoğan a décalé la date de commémoration de la bataille de Gallipoli au 24 avril 1915 (alors qu'elle est traditionnellement commémorée le 25) dans le but de réduire la portée de la célébration du centenaire du génocide arménien.